# Friedrichstadt

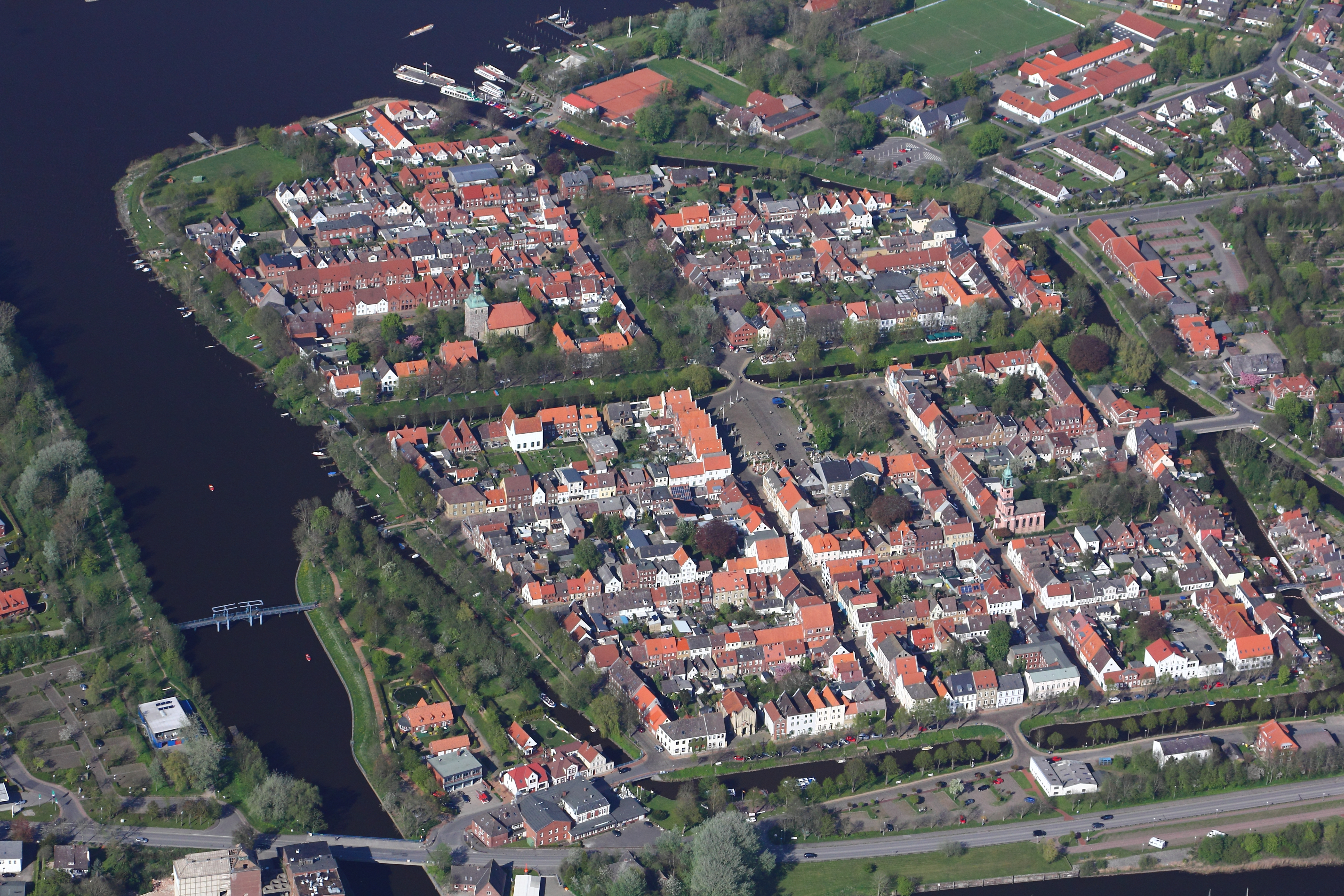
Historischer Stadtkern von Friedrichstadt

Friedrichstadt (dänisch Frederiksstad; nordfriesisch Fräärstää; niederdeutsch Friesstadt, Frieestadt, Friechstadt; niederländisch Frederikstad aan de Eider) ist eine Stadt zwischen den Flüssen Eider und Treene im Kreis Nordfriesland in Schleswig-Holstein. Der Luftkurort bildet mit dem Amt Nordsee-Treene eine Verwaltungsgemeinschaft, das Amt führt die Geschäfte der Stadt.
Friedrichstadt wurde 1621 durch den gottorfschen Herzog Friedrich III. gegründet und ist heute ein hochrangiges Kulturdenkmal. Herzog Friedrich III. zielte auf die Errichtung einer Handelsmetropole und holte dazu niederländische Bürger, besonders die verfolgten Remonstranten, an den Ort und gewährte ihnen Religionsfreiheit. Infolge dieser Maßnahme siedelten sich auch andere Religionsflüchtlinge in Friedrichstadt an, so dass der Ort als „Stadt der Toleranz“ galt. Heute sind noch fünf Religionsgemeinschaften aktiv.
Die Bauten der niederländischen Backsteinrenaissance und Grachten prägen das Stadtbild des heute vor allem vom Tourismus lebenden „Holländerstädtchens“ mit knapp 2700 Einwohnern. Die Planstadt hat keine weiteren Ortsteile.

## Geografie

### Lage

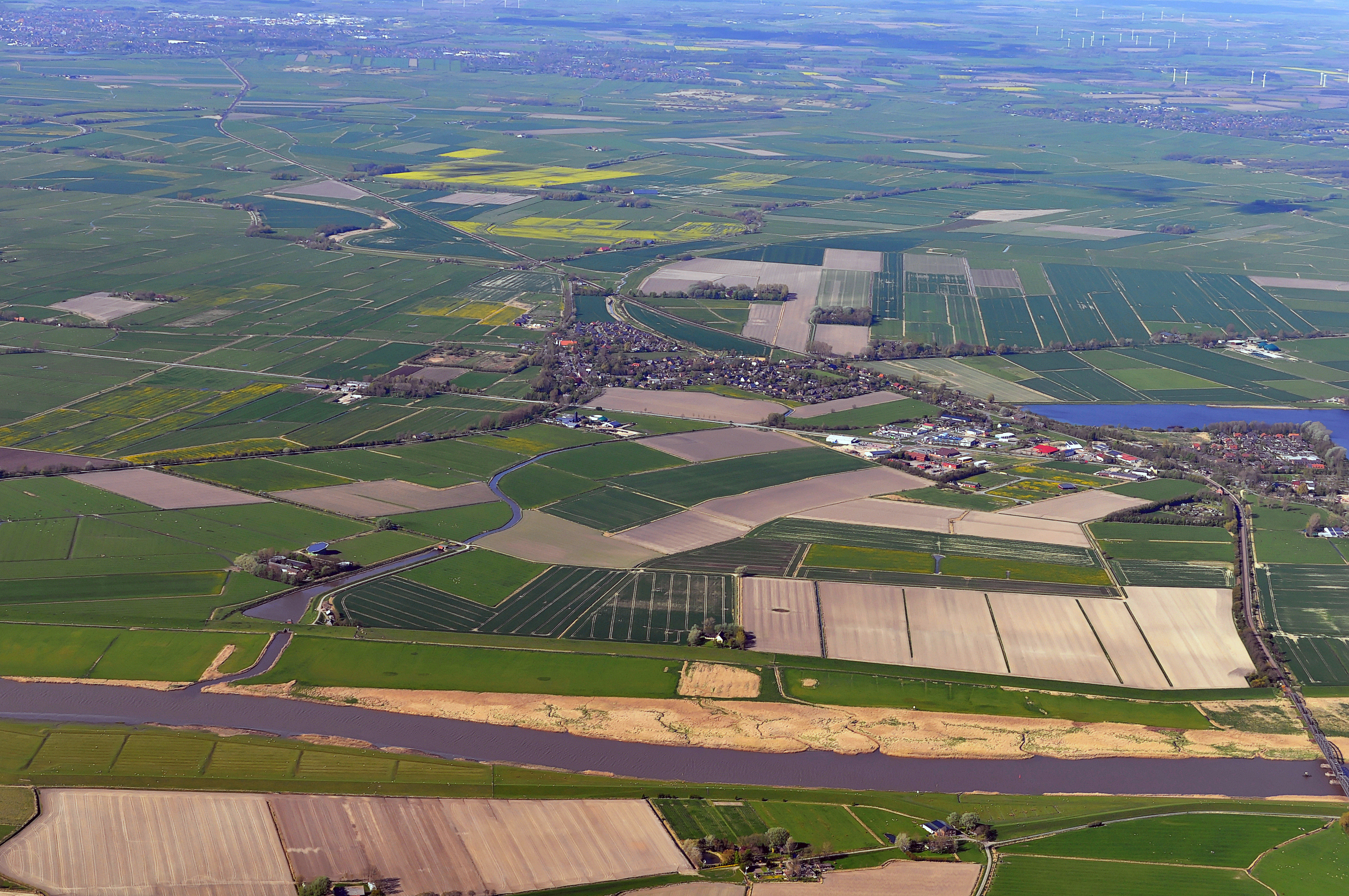
Der Westen Friedrichstadts von oben

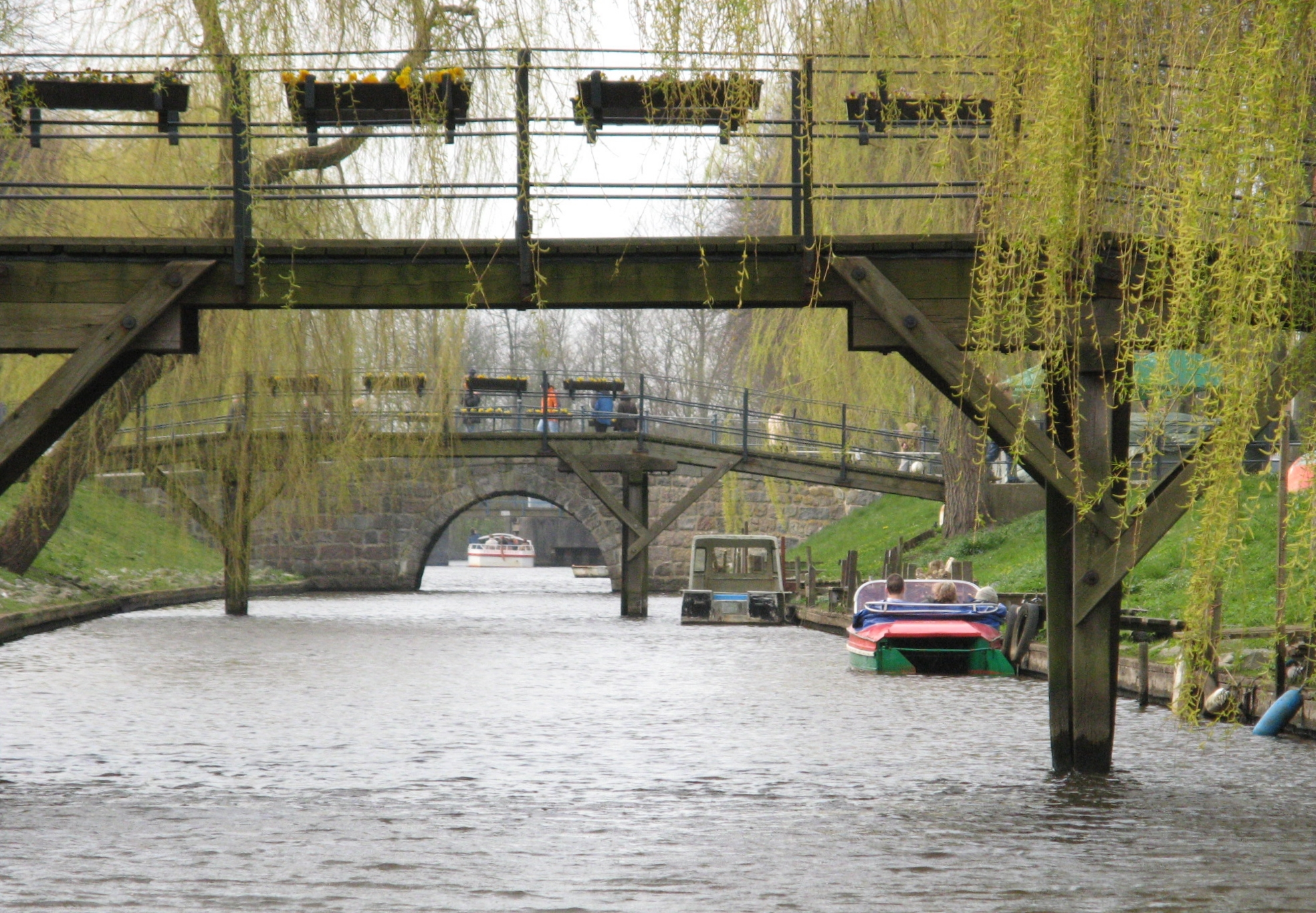
Zentrale Gracht Mittelburggraben von Osten

Friedrichstadt liegt in der Eider-Treene-Niederung an der Mündung des Nebenflusses Treene in die Eider. Bewohnbar wurde die in der Marsch gelegene Fläche erst 1573, nachdem Adolf von Schleswig-Holstein-Gottorf hier die Treene hatte durchdämmen lassen, so dass sie ihrem ursprünglichen Bett nicht mehr folgen konnte. Unter der Stadt befinden sich anderthalb Meter aufgeschütteter Kleiboden, der auf tieferen Klei- und Moorschichten ruht.
Die Siedlungsfläche ist nördlich durch den breiten Unterlauf der Treene begrenzt und südlich durch die Eider. Die Verbindungen zwischen beiden begrenzen die Altstadt nach Osten und Westen. Sie sind untereinander durch zwei Grachten verbunden. Der Mittelburggraben in der Mitte führt am Nordrand des Marktplatzes vorbei, der Fürstenburggraben bildet einen Winkel im Südwesten und Süden der Altstadt.
Seit den 1960er Jahren trennt ein Deich mit einer Schleuse und zwei Sielanlagen Friedrichstadt von der Eider. Anstelle des historischen Deichs direkt vor der Altstadt verläuft heute die B 202, und die historischen Sielen am Rand der Altstadt gibt es nicht mehr. Die Eider ist bis hinauf zur Wehranlage und Schleuse Nordfeld ein Gezeitengewässer, die Tideeider. Das 1973 eingeweihte Eidersperrwerk wird nur bei Sturmfluten geschlossen, lässt aber die normalen Gezeitenströme durch.
Zwei Sielzüge mit drei, ursprünglich vier Sielen verbinden die Treene mit der Eider und entwässern das Gebiet um den Zusammenfluss. Die Innenstadt liegt daher auf einer künstlichen Insel. Im Süden begrenzt die Eider das Stadtgebiet, im Norden die Treene. Die Ost- und Westgrenze der Innenstadt werden jeweils durch den Oster- und Westersielzug gebildet. Durch die Innenstadt selbst fließen zwei Kanäle, die die Sielzüge miteinander verbinden: der Mittelburggraben und der Fürstenburggraben.
Der Westersielzug ist mit etwa 30 Metern Breite und vier bis fünf Metern Wassertiefe der größere der beiden Hauptkanäle und bildet zusammen mit dem südlich der „Eiderschleuse“ anschließenden Neuen Hafen den Haupt-Mündungsarm der Treene. Die sogenannte Eiderschleuse umfasst außer der eigentlichen Schleuse ein Sielbauwerk mit drei Sielen. Der Ostersielzug ist im Schnitt nur etwa zehn Meter breit und zwei bis drei Meter tief. Er wird durch die sogenannte „Spülschleuse“ in die Eider entwässert (eine wortwörtliche Übersetzung von Spuisluis, des niederländischen Wortes für Siel). Die übrigen Kanäle in der Stadt sind noch kleiner. Wenn bei anhaltendem Sturmhochwasser der Wasserstand in der Eider auch bei Ebbe zu hoch ist, um zu sielen, kann das Binnenwasser der Treene bedrohliche Höhen erreichen. Darum gibt es an den oberen Enden von Ostersielzug, Mittelburggraben und Fürstenburggraben Stemmtore, mit denen die Altstadt gegen Hochwasser aus dem Binnenland geschützt werden kann.

### Nachbarorte
Nahegelegene größere Städte sind Husum im Norden, Tönning im Westen und Heide im Süden sowie Schleswig, Rendsburg und Kiel im Osten. Nachbargemeinden sind Koldenbüttel im Westen und Norden, Seeth und Drage im Osten, alle im Kreis Nordfriesland gelegen. Auf der anderen Eiderseite schließt sich im Süden die Dithmarscher Gemeinde Sankt Annen an. Östlich der Stadt liegt die historische Landschaft Stapelholm.

## Geschichte

### Ehrgeizige Gründungspläne 1620/1624

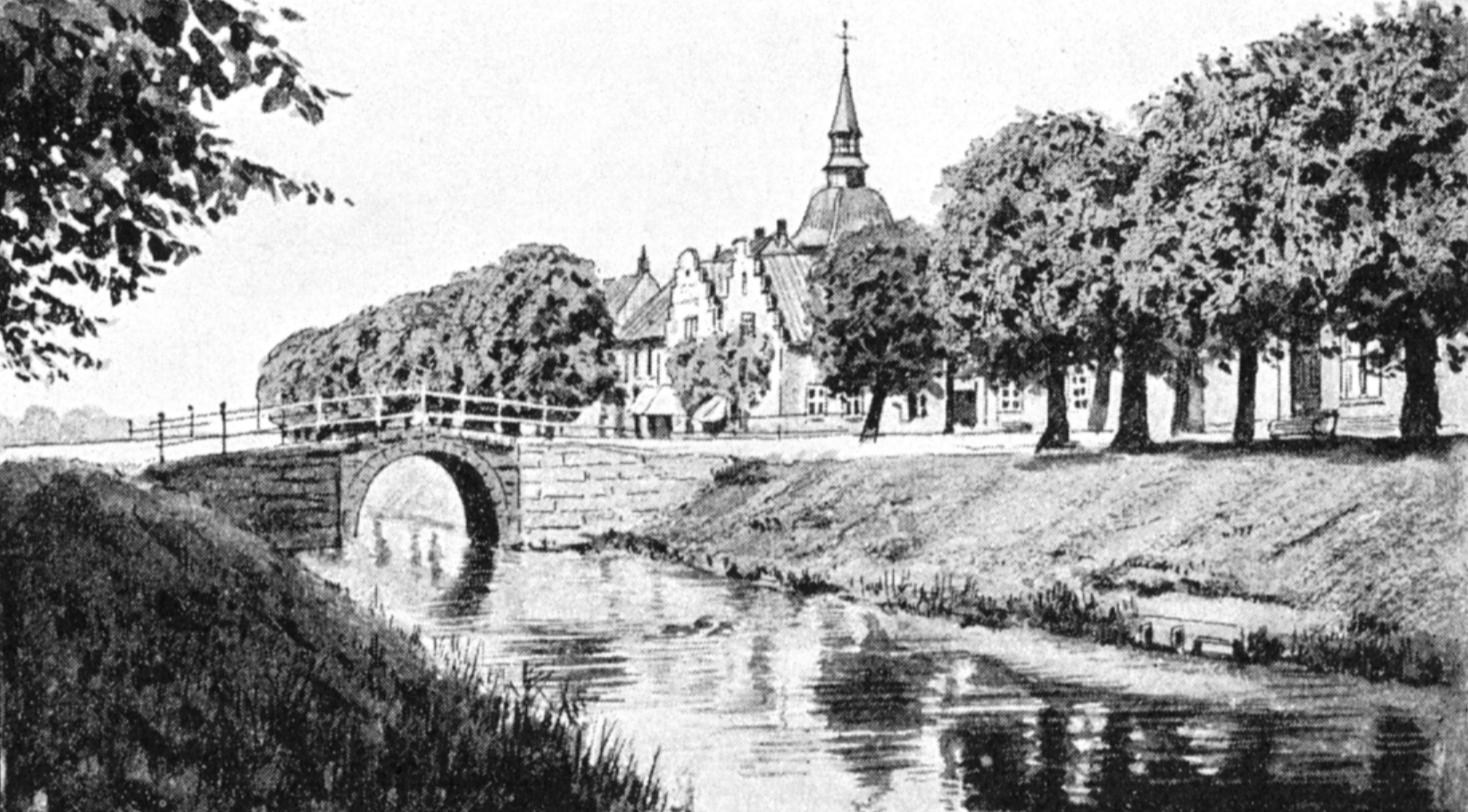
Alte Stadtansicht mit Gracht

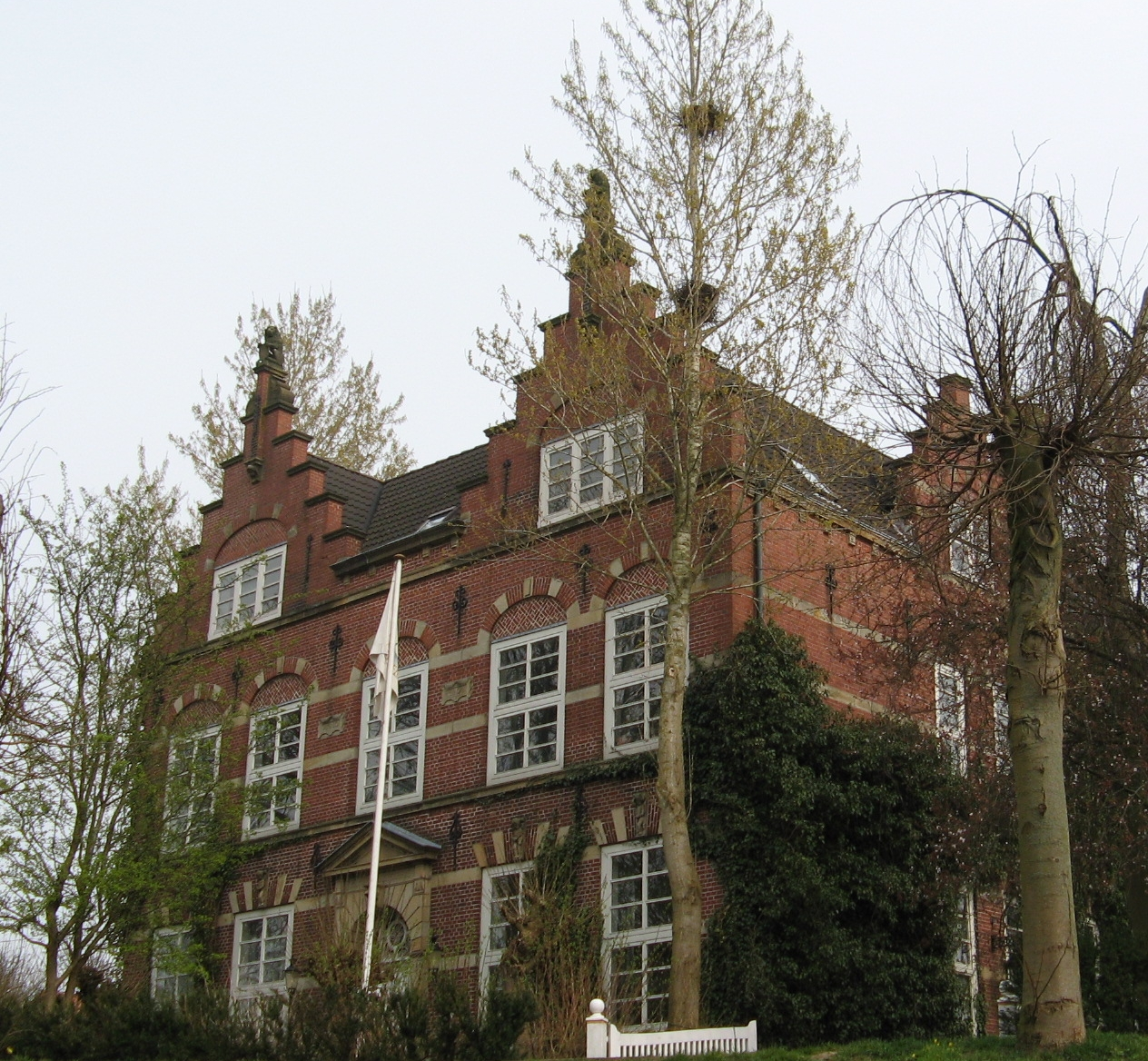
Ehemaliges Gemeindehaus der Remonstranten, die Friedrichstadt zu einer Stadt des Welthandels machen sollten

Ursächlich für die Gründung der Stadt war der Plan von Herzog Friedrich III. von Schleswig-Gottorf, sein Land zum Mittelpunkt einer Handelslinie von Spanien über Russland nach Ostindien aufzuwerten. Um einen starken Handelshafen an der Nordseeküste zu etablieren, bot er Niederländern, den damals führenden Wasserbauern und Händlern Europas, namentlich den in ihrer Heimat verfolgten Remonstranten wie Johannes Narssius, Willem van Dam und seinem Bruder Peter aus Amersfoort, Religionsfreiheit in einer Exulantensiedlung mit niederländischer Amtssprache innerhalb seines Herrschaftsgebiets an. Er folgte damit dem Beispiel seines Onkels und Konkurrenten Christian IV., König von Dänemark und Herzog von Schleswig und Holstein, der 1617 Glückstadt an der Elbe aus ähnlichen Beweggründen und mit ähnlichen Methoden gegründet hatte.
Friedrich III. setzte sich gegen Widerstände aus dem nahegelegenen Tönning, wo Händler die neue Konkurrenz fürchteten, und seiner Mutter Augusta durch, die entschieden dagegen war, andere als lutherische Religionsgemeinschaften in das Land zu lassen. Er erließ 1620 zwei Oktroys, die den Remonstranten Land, Religionsfreiheit, wirtschaftliche Privilegien, Niederländisch als Amtssprache und eine Verwaltung nach dem Vorbild von Amsterdam und Leiden zusicherten.
Am 24. September 1621 wurde mit dem ersten Hausbau der Planstadt begonnen. Dieses Haus war für den mennonitischen Bauherrn Willem van den Hove bestimmt, der den Herzog vertrat und maßgeblich an der frühen Stadtentwicklung beteiligt war. So holte van den Hove ab 1623 weitere finanzkräftige Mennoniten in die Stadt. 1622 ließ der Herzog auf eigene Rechnung zehn weitere Häuser durch den niederländischen Deichgrafen Hendrich Rautenstein aus Stapelholm bauen, die dieser nach „holländischer Manier“ errichten sollte. Bis 1625 war die gesamte südliche Stadthälfte fertiggestellt, die sogenannte Vorderstadt, in der sich auch der Marktplatz befindet.
Friedrich III. versuchte auch, spanische Juden (Sepharden) für Friedrichstadt zu gewinnen, da diese als besonders gebildet und geschäftstüchtig galten. Doch die Spanier, die Friedrichstadt als niederländische Konkurrenz ansahen, verhinderten das ebenso wie den von Friedrich geplanten Salzhandel. So zogen erst 1675 deutsche Juden (Aschkenasen) nach Friedrichstadt. Sie bildeten zeitweise die zweitgrößte Glaubensgemeinschaft.
Aufgrund des starken Expansionsdranges der Stadt siedelten sich in der Folge viele weitere Bürger verschiedener Konfessionen an. Zu ihrer Bedeutung und Geschichte siehe Abschnitt Religion.

### 17./18. Jahrhundert: Krieg und niederländische Dominanz

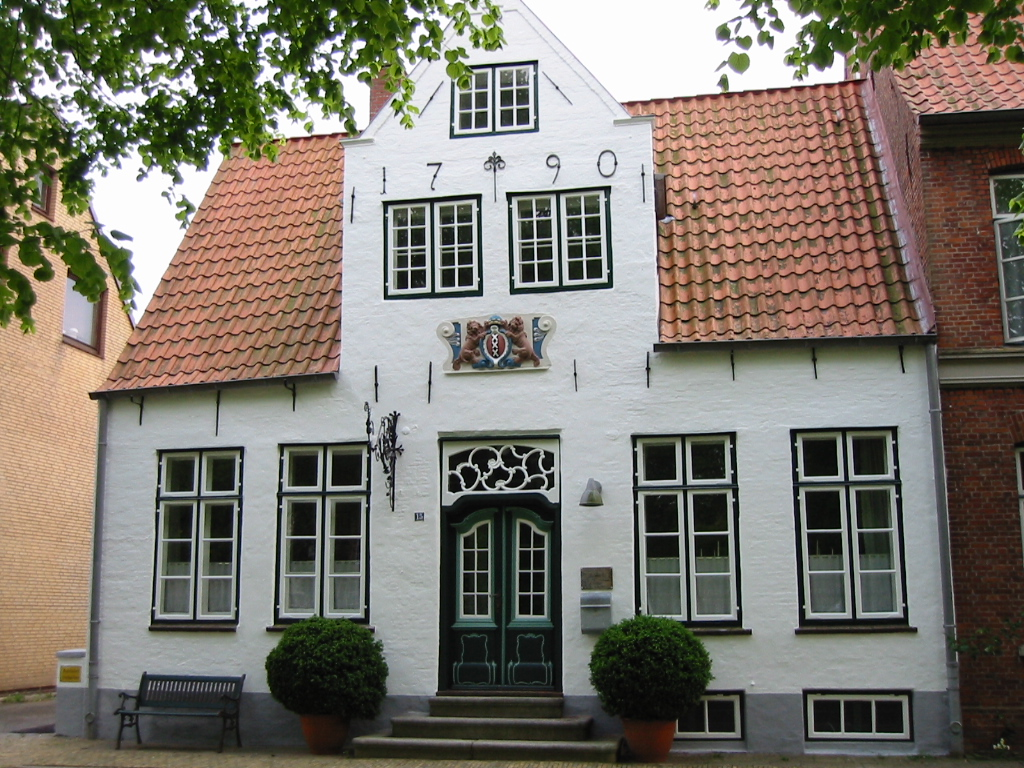
Bis ins 18. Jahrhundert gelang es, einflussreiche holländische Händler anzuwerben. Die Hausmarke dieses Hauses zeigt das Stadtwappen Amsterdams; es gehörte dem Bruder des dortigen Bürgermeisters.

Durch den Dreißigjährigen Krieg, der seit 1626 auch Südschleswig und Holstein stark in Mitleidenschaft zog, entwickelte sich die Siedlung nur langsam. 1630 konnten die Remonstranten ihren Glauben auch wieder in ihrer Heimat ausüben, so dass viele dorthin zurückkehrten. Der erwartete wirtschaftliche Aufschwung blieb aus.
So erhielt der prachtvoll ausgebaute Speicher des Kaufmanns und zeitweiligen Statthalters Friedrichs, Adolph van Wael, zwar den Namen Alte Münze, das ursprünglich zugesagte Münzprivileg ging jedoch nie an die Stadt. 1633 erhielt Friedrichstadt allerdings das Stadtrecht. Trotz schlechter wirtschaftlicher Entwicklung warb Friedrich weiter um Neubürger.
Zentral auf dem Weg nach Eiderstedt gelegen, nahmen in den Kriegen des 17. und 18. Jahrhunderts immer wieder verschiedene Truppen die Stadt ein. Wallenstein plante, Friedrichstadt als Kriegshafen einzurichten, obwohl er seine angestrebte Kriegsflotte nie aufbaute.
Im Jahre 1643 wurden nach Gerüchten, dass die Schweden anrückten, die Siele geöffnet und das gesamte Friedrichstädter Umland unter Wasser gesetzt. Nachdem der dänische König 1715 die Gottorfsche Festung Tönning geschleift hatte, entstanden kurzfristig Pläne, in Friedrichstadt eine neue aufzubauen.
Lange blieben die Niederländer die dominierende Bevölkerungsgruppe, was sich an Ratsprotokollen aus der ersten Hälfte des 18. Jahrhunderts auf Niederländisch zeigt. Von ihrer andauernden Bedeutung für Friedrichstadt zeugt auch der überraschend harte Winter 1824, als viele Schiffe unvorhergesehen in Friedrichstadt überwintern mussten. Von ihnen hatten 80 Prozent niederländische Heimathäfen.
Ein prominenter Flüchtling war der spätere französische „Bürgerkönig“ Ludwig Philipp, der 1796 auf der Flucht vor der Französischen Revolution einige Monate unter dem Decknamen „De Vries“ als Hauslehrer in der Stadt arbeitete und im Obergeschoss des Neberhauses lebte.

### 19. Jahrhundert: Schleswig-Holsteinischer Krieg, Preußen

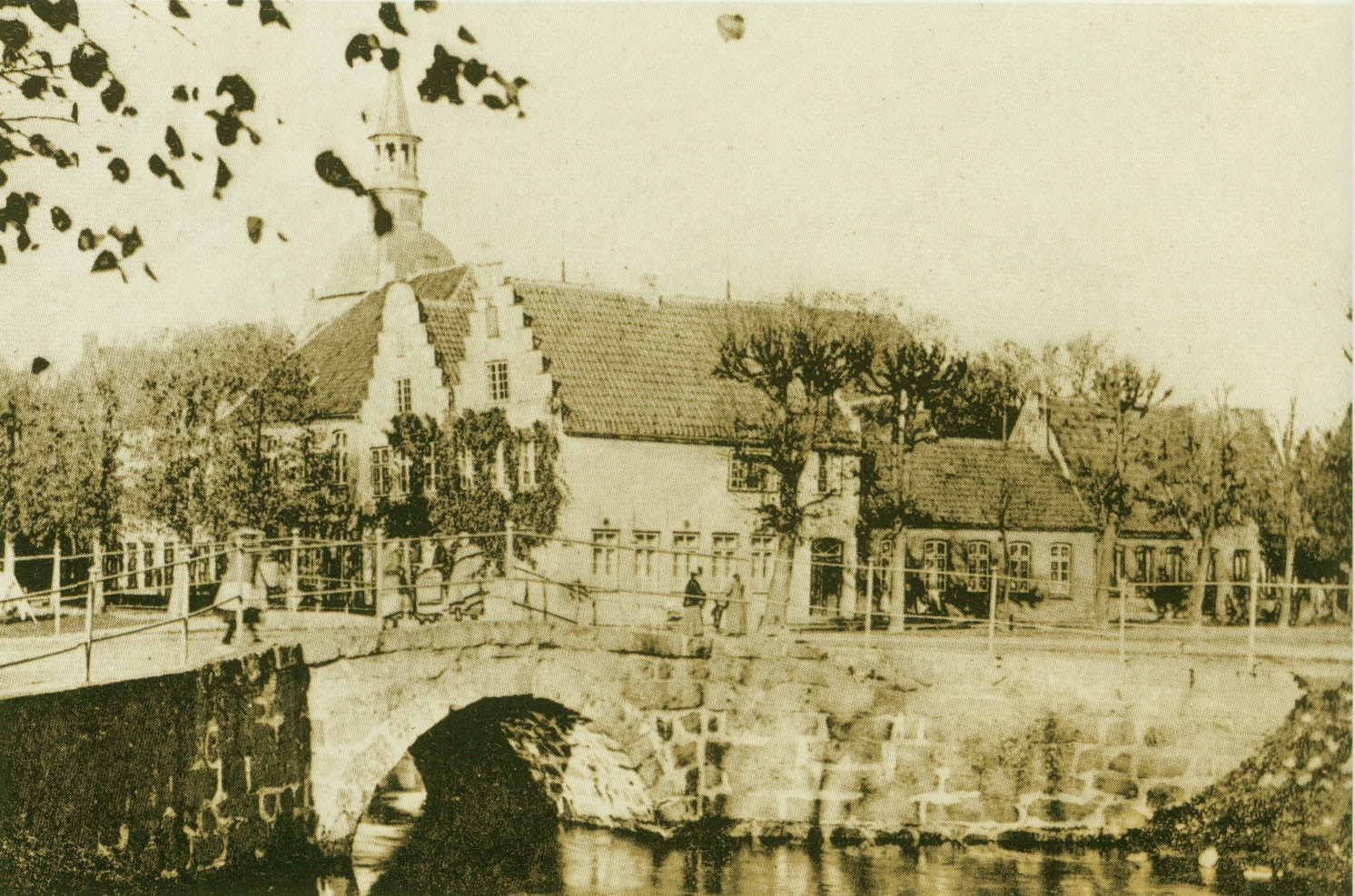
Große Brücke im Jahr 1895

Die in der Mitte des 19. Jahrhunderts durch den aufkommenden Nationalismus ausgelösten Konflikte sollten in der Stadt der religiösen Toleranz zu einer Tragödie führen. Bis zum Herbst 1850 hatte der Schleswig-Holsteinische Krieg um das Herzogtum Schleswig den Südwesten des Landes verschont. Nach der Schlacht von Idstedt am 25. Juli 1850 war der Krieg praktisch entschieden, und die verbliebenen schleswig-holsteinischen Truppenverbände zogen sich nach Holstein zurück. Vom 29. September bis zum 4. Oktober 1850 versuchten sie jedoch in einer letzten Kraftanstrengung, die mit dänischen Truppen belegte Stadt zurückzuerobern. Durch die Bombardierung der Stadt kamen 31 Einwohner ums Leben oder wurden verletzt, 53 dänische Soldaten fielen, 285 Häuser wurden zerstört, darunter das Rathaus und die Remonstrantenkirche. Auch das Stadtarchiv brannte nieder.
Im Zweiten Schleswig-Holsteinischen Krieg 1864 wurde Friedrichstadt kampflos besetzt. Das gesamte Herzogtum kam unter preußisch-österreichische Verwaltung (Kondominium bis zum preuß.-österreich. Krieg 1866) und wurde 1867 Teil der einheitlichen Provinz Schleswig-Holstein. Im selben Jahr wurde ein Amtsgericht eingerichtet, das bis 1975 bestand. Zu diesem Zeitpunkt wurde Friedrichstadt der Region Stapelholm zugeordnet. Ein Relikt aus dieser Zeit ist die Bauernglocke, welche typisch für alle Stapelholmer Orte ist. Sie steht jetzt auf dem Platz vor der Jugendherberge.
In der Kommunalreform 1869 wurde Friedrichstadt, das wie alle Städte des Landes bis dahin außerhalb der Ämter und Landschaften gestanden hatte, dem neu geschaffenen Kreis Schleswig zugeordnet, dessen westlichste Spitze es bildete. In dieser Zeit erlebte die Stadt auch einen kleinen wirtschaftlichen Aufschwung, der durch die Anbindung an die verschiedenen Verkehrssysteme herrührte. 1854 wurde die Bahnstrecke nach Tönning, 1887 die Marschbahn gebaut, die die Stadt ans Eisenbahnnetz anschlossen, 1905 stellte eine Kleinbahnlinie die Verbindung vom anderen Treeneufer nach Schleswig her, 1916 entstand schließlich eine Straßenbrücke über die Eider, die die bisherigen Fährfahrten über den Fluss unnötig werden ließ. In der Folge dieser Bauten siedelte sich, typisch für schleswig-holsteinische Kleinstädte zu dieser Zeit, auch Kleinindustrie an.

### Ab dem 20. Jahrhundert
Der Nationalsozialismus fand auch in Friedrichstadt seine Anhänger: Während die NSDAP bei der Reichstagswahl 1928 nur 21 Stimmen und damit weniger als 1 Prozent erhielt, bekam sie bei der Reichstagswahl Juli 1932 660 Stimmen, was 47,1 Prozent entsprach. Am 1. April 1933 wurden die jüdischen Geschäfte von SA-Männern bedroht, die zum Boykott der Juden aufforderten.
In der Reichspogromnacht zerstörten SA-Männer die Synagoge und anschließend Geschäfte und Wohnungen der jüdischen Bürger. Hinrich Möller ließ am Morgen des 10. November 1938 alle jüdischen Männer verhaften. Drei der Verhafteten lieferten sie in das KZ Sachsenhausen ein. Weitere Juden flüchteten nach Hamburg, viele von ihnen kamen von dort aus ins Konzentrationslager.
Bei der Kreisreform, die am 26. April 1970 wirksam wurde, kam Friedrichstadt mit den Gemeinden Seeth und Drage zum Kreis Nordfriesland. Zusammen mit Koldenbüttel, Uelvesbüll und Witzwort aus dem ehemaligen Kreis Eiderstedt bildeten sie gemeinsam das Amt Friedrichstadt.
Mit Ablauf des 31. Dezember 2007 löste sich das Amt wieder auf und Friedrichstadt wurde amtsfrei; es lässt aber seine Verwaltungsgeschäfte vom Amt Nordsee-Treene führen.

### Eingemeindungen
Am 1. Januar 1974 wurden Gebietsteile der drei Nachbargemeinden Drage (mit damals etwa 75 Einwohnern), Koldenbüttel (mit damals etwa 30 Einwohnern) und Seeth (mit damals weniger als zehn Einwohnern) eingegliedert.

### Einwohner

#### Einwohnerentwicklung
In absoluten Zahlen hat sich die Bevölkerungszahl in Friedrichstadt seit der Zeit der Stadtgründung kaum geändert und blieb stets unterhalb der Erwartungen, die Friedrich III. einst für die Stadt hatte. In den letzten 200 Jahren gab es vor allem zwei große Änderungen der Bevölkerungsstruktur. In den Jahren nach der Bombardierung ging die Zahl der Bewohner infolge der wirtschaftlichen Notlage zurück und konnte erst durch den neuerlichen Aufschwung der Gründerzeit stabilisiert werden. Nach 1945 war Schleswig-Holstein und damit auch Friedrichstadt ein wichtiges Gebiet zur Unterbringung deutscher Ostvertriebener. Durch Fortzug der Vertriebenen in wirtschaftlich prosperierendere Gegenden sank die Bewohnerzahl in den folgenden Jahren jedoch fast wieder auf den alten Stand.
| Jahr | Einwohner |      | Jahr | Einwohner |
| ---- | --------- | ---- | ---- | --------- |
| 1840 | 2272      | 1946 | 3648 |           |
| 1855 | 2449      | 1950 | 3618 |           |
| 1864 | 2242      | 1970 | 3079 |           |
| 1871 | 2186      | 1979 | 2716 |           |
| 1895 | 2480      | 2003 | 2496 |           |
| 1906 | 2662      | 2006 | 2496 |           |
| 1919 | 2450      | 2010 | 2393 |           |
| 1939 | 2146      | 2020 | 2666 |           |

#### Religion
Friedrichstadt zeichnete sich von Beginn an als Toleranzstadt aus, in der verschiedene Religionsgemeinschaften nebeneinander existierten. Einige Gruppen bestanden jedoch nur zeitweise in der Stadt. Den Unitariern wurde zum Beispiel keine dauerhafte Toleranz gewährt. Die jüdische Gemeinde wurde im Nationalsozialismus zerstört. Heute bestehen Gemeinden der deutschen und dänischen Lutheraner, der Remonstranten, der Mennoniten und der Katholiken.

##### Remonstranten

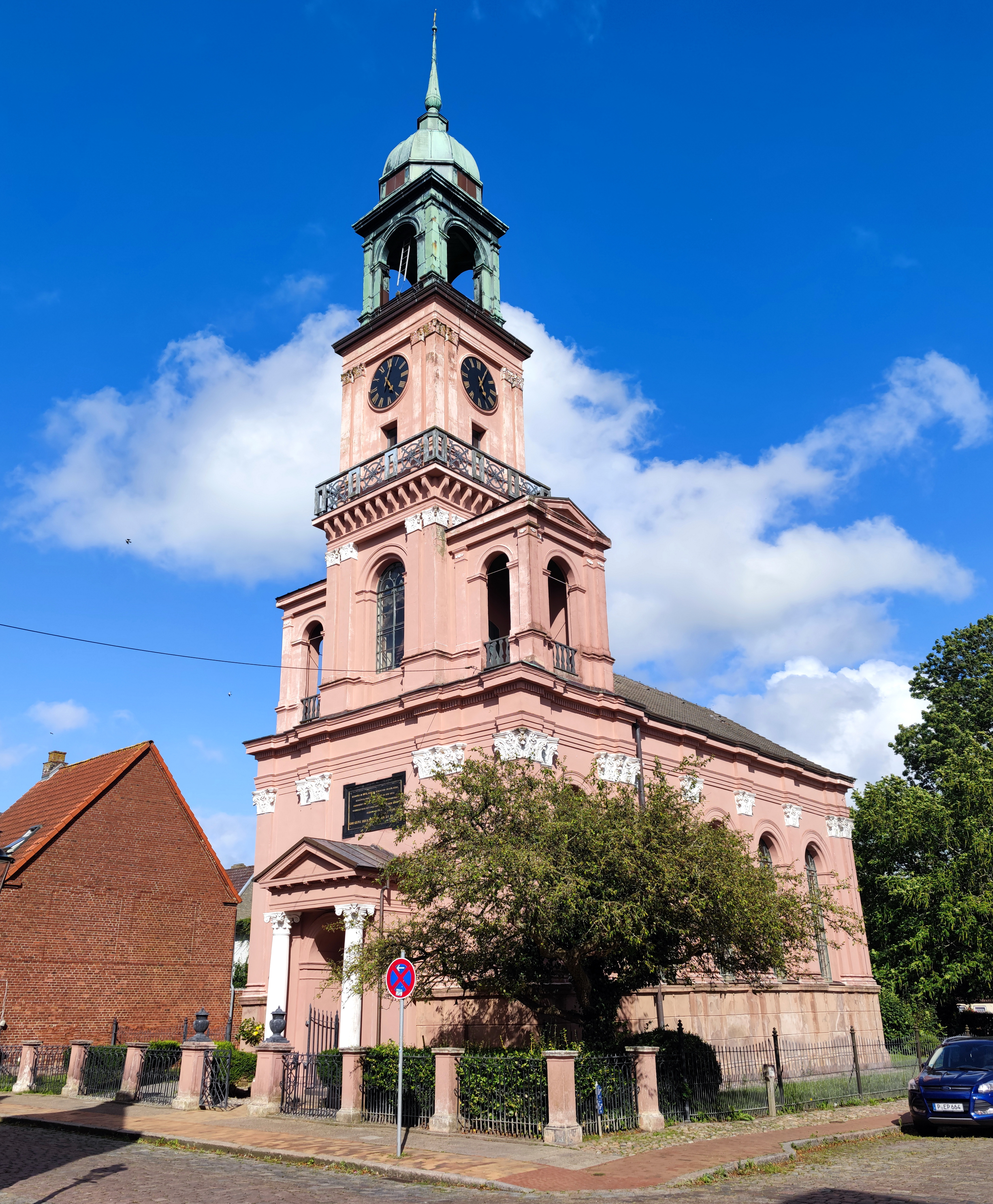
Die Remonstrantenkirche

Friedrich III. setzte bei seiner Stadtgründung besonders auf holländische Remonstranten als Siedler. Die Religionsgemeinschaft war durch ein Zerwürfnis innerhalb der reformierten Kirchen in den Niederlanden entstanden. Streitpunkt war die theologische Grundfrage, wie strikt die calvinistische Prädestinationslehre auszulegen sei, also inwieweit jeder Mensch das Heil erlangen könne, der fest genug an Gott glaube. Während die Remonstranten vor allem in den Städten der Provinz Holland erfolgreich waren, hatten die Contraremonstranten (also die strengeren Calvinisten) vor allem Anhänger auf dem Land; einer ihrer führenden Repräsentanten war Statthalter Moritz von Oranien. Dieser setzte 1619 auf der Dordrechter Synode das Verbot aller remonstrantischen Versammlungen durch, woraufhin viele Remonstranten ins Ausland flohen.
Die Remonstranten waren nie die zahlenmäßig größte Gruppe in Friedrichstadt. Da sie jedoch vor allem aus Händlern der damaligen Welthandelsmacht bestand, war ihre Gemeinde ebenso reich wie politisch bedeutend. Ihr Kirchengebäude in Friedrichstadt war das erste explizit remonstrantische der Welt; die Gemeinde ist heute die einzige außerhalb der Niederlande. Für Kirchenbauten erhielt die Gemeinde bereits 1854, wie auch heute wieder, Unterstützung aus den Niederlanden. Dies war und ist für die ihre Autonomie betonende remonstrantische Gemeinde eher ungewöhnlich und weist auf den besonderen Status Friedrichstadts als einziger Auslandsgemeinde hin. Die Gemeinde umfasst heute 150 bis 200 Mitglieder und weitere „Freunde der Gemeinde“. Gottesdienste finden zwölfmal im Jahr statt; hierzu kommt der Prediger aus den Niederlanden. Da der Dienst im Ausland nicht für alle attraktiv ist, mussten die Friedrichstäder Remonstranten im Laufe der Geschichte auch schon mit anderen protestantischen Predigern vorliebnehmen.

##### Mennoniten

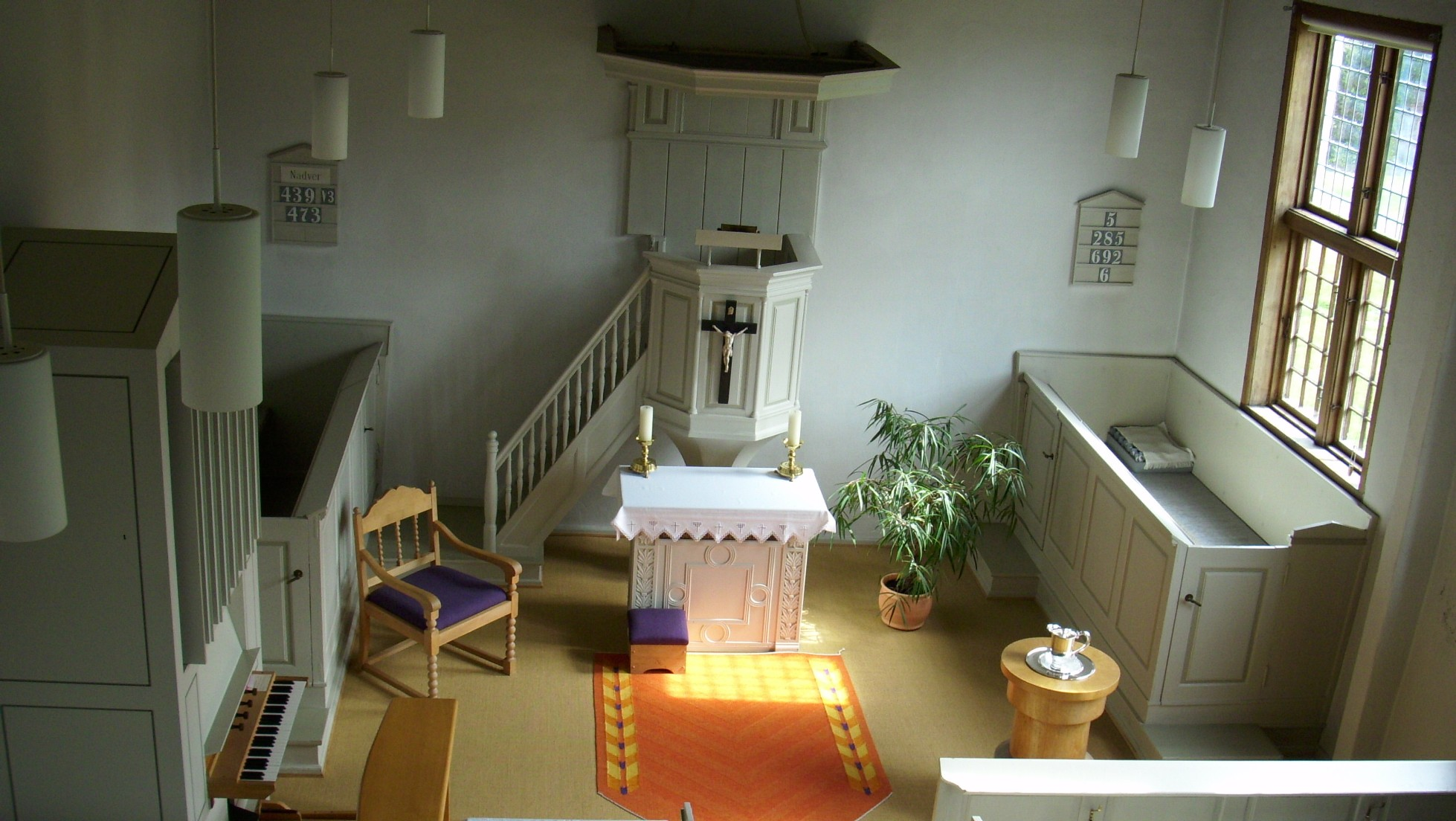
Innenraum (Betsaal) der Mennonitenkirche

Die von den Stadtgründern angeworbenen Mennoniten haben noch heute eine aktive Gemeinde. Die ersten Mennoniten kamen aus Eiderstedt, wo seit 1560 Gemeinden bestanden (siehe auch Täufer auf Eiderstedt), Ostfriesland und den Niederlanden. In Friedrichstadt bildeten sie zunächst vier unabhängige Gemeinden: Flamen, Friesen, Hochdeutsche und Waterländer. Bis zum Beginn des 18. Jahrhunderts stieg ihre Zahl auf 400, auch durch weitere Siedler aus Hamburg, Lübeck und der Pfalz. Die Mennoniten gehörten zu den Händlern und Handwerkern, sodass die Gemeinden zu den vermögenderen in der Stadt zählten. Als sich die vier Gemeinden 1708 zu einer Gesamtgemeinde vereinigten, kauften sie die Alte Münze und richteten dort Kirche und Friedhof ein. Den langsamen Rückgang der mennonitischen Einwohnerschaft seit dem 18. Jahrhundert konnte dies nicht verhindern. Seit 1925 gibt es keinen Pfarrer mehr in der Stadt; und die Gemeinde wird heute von der Mennonitengemeinde Hamburg/Altona aus betreut. Heute leben in Friedrichstadt noch etwa 30 Mennoniten, die dreimal im Jahr einen Gottesdienst feiern können.

##### Katholiken
Dem niederländischen Dominikaner Nicolaus Janssenius gelang es, bei Herzog Friedrich III. zu erwirken, dass er den römisch-katholischen Christen am 24. Februar 1624 eine eingeschränkte Religionsfreiheit gewährte. Durch diesen Schritt wollte der Herzog das Wohlwollen Spaniens gewinnen und den Handel zwischen spanischen und Friedrichstädter Kaufleuten fördern. Zeitweise war Hugo Grotius im Gespräch als Direktor einer zu gründenden Akademie in Friedrichstadt; die Pläne zerschlugen sich aber. Die katholische Gemeinde ist damit die erste katholische Gemeinde Schleswig-Holsteins seit der Reformation. Sie durfte eine Kirche bauen, jedoch ohne Turm; Gottesdienste durfte sie nicht in der Öffentlichkeit feiern. Von 1627 bis 1638 betreuten Dominikaner die Gemeinde, 1646 zogen jesuitische Missionare aus Belgien in die Stadt. Die katholische Gemeinde blieb immer eine der kleineren in Friedrichstadt, ihre höchste Mitgliederzahl erreichte sie um 1750 mit 120 Mitgliedern.
Innerkirchlich gab diese Gemeinde wichtige liturgische Anstöße. 1687 wurde hier zum ersten Mal ein Deutsches Hochamt gefeiert, bei dem die Heilige Messe in der Landessprache und nicht in dem bis dahin üblichen Latein abgehalten wurde. 1694 ist zum ersten Mal die Erstkommunionfeier im Rahmen eines Weißen Sonntags verzeichnet; erst um 1775 wurde dies in den anderen Gebieten Deutschlands üblich. Eine weitere Besonderheit bestand im Recht des Gemeindepfarrers zu firmen; dieses Privileg bestand bis zum Ende des 18. Jahrhunderts. Trotz ihrer Bedeutung als römisch-katholisches Zentrum des Gottorfer Herzogtums wurde die Zahl der Mitglieder immer geringer. Erst mit den Heimatvertriebenen 1945 kam erstmals nach 1750 wieder eine nennenswerte Anzahl von Katholiken in die Stadt.
Die katholische Gemeinde gilt aufgrund ihrer frühen Neugründung nach der Reformation als katholische Mutterpfarrei an Schleswig-Holsteins Westküste. Die Gemeinde mit ihren etwa 80 Mitgliedern (Jahr: 2003) hat seit der Profanierung von St. Knud im Herbst 2003 keine eigene Kirche mehr, ist aber noch im religiösen Leben aktiv. Zurzeit wird in dem Gebäude nur noch alle 14 Tage samstäglich die Heilige Messe gefeiert. Das Innere der Kirche bietet noch das Erscheinungsbild eines für Gottesdienste bestimmten Raumes.
Siehe auch: St.-Knud-Kirche (Friedrichstadt)

##### Juden

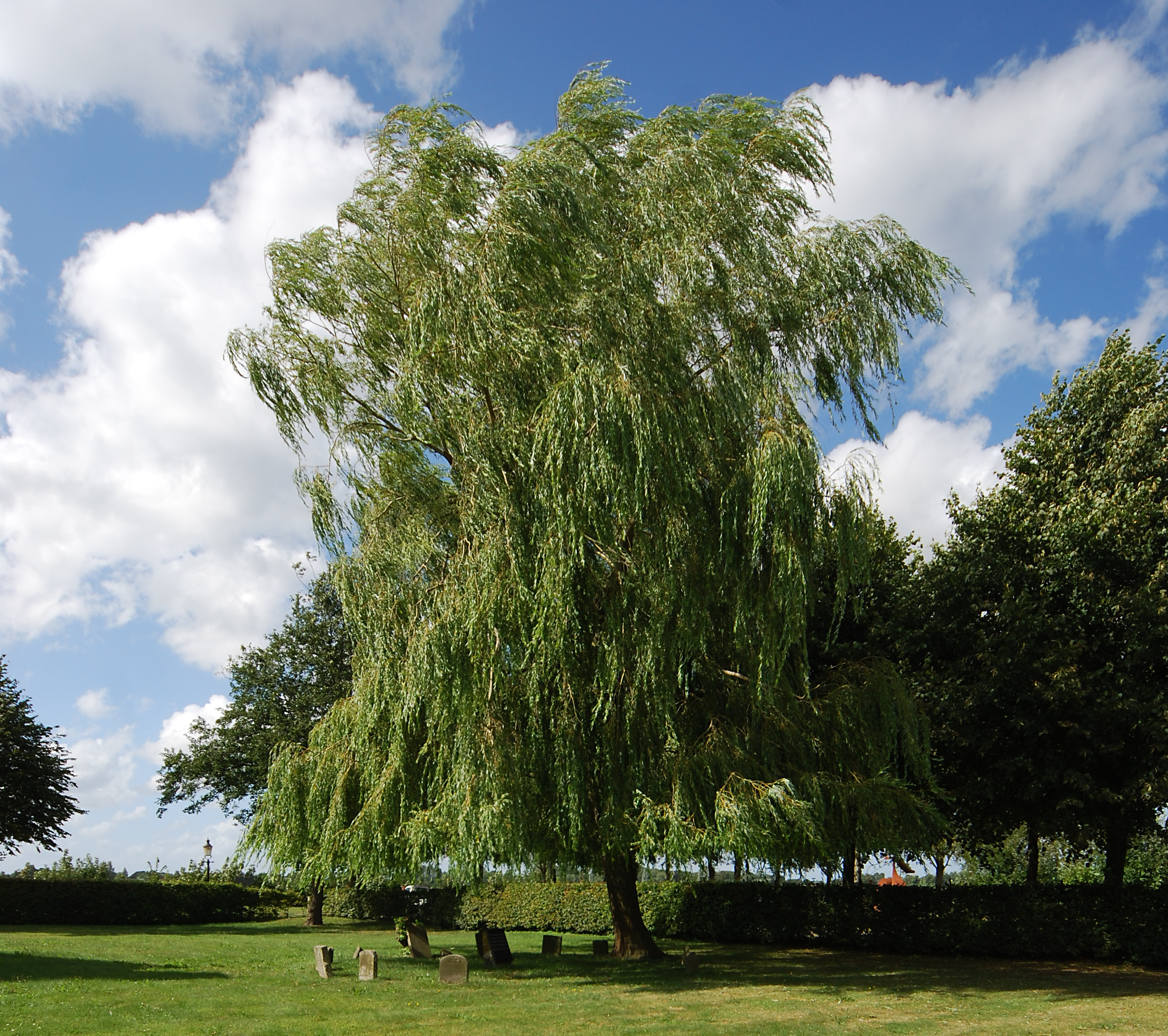
Alter Jüdischer Friedhof

Friedrichs Versuche, spanische Sepharden anzusiedeln, scheiterten am Widerstand des spanischen Königs. Im Jahre 1675 gelang es jedoch, deutsche Juden anzuwerben. Die Gemeinde wuchs insbesondere im frühen 19. Jahrhundert. Von 187 Mitgliedern 1803 stieg die Zahl auf 500 Mitglieder im Jahr 1850. Sie war etwa 100 Jahre lang die zweitgrößte Religionsgemeinschaft in Friedrichstadt, die bis zu einem Fünftel der Friedrichstädter Bevölkerung stellte. Die jüdische Gemeinde war eine der größten Schleswig-Holsteins und des dänischen Gesamtstaats. Durch abwandernde Gemeindemitglieder ab der zweiten Hälfte des 19. Jahrhunderts sank die Zahl der Juden bis 1933 auf 32; der letzte Rabbiner verließ 1938 die Stadt. Mit dem Nationalsozialismus wurde die Gemeinde zerstört, so dass 1940 der letzte Jude in den städtischen Unterlagen auftaucht. Heute erinnern nur noch zwei Friedhöfe, das Gebäude der historischen Synagoge und 25 Stolpersteine an die jüdische Gemeinde.

##### Deutsche Lutheraner
Die Lutheraner kamen vor allem aus dem direkten Umland, später aber auch aus Süddeutschland. Die deutsch-lutherische Gemeinde wuchs schnell zur größten Gemeinde in der Stadt heran, was sie auch heute noch mit etwa 1700 Gemeindemitgliedern noch ist. Sie war aber im Vergleich zu Remonstranten oder Mennoniten vergleichsweise arm. Für Kirchenbau und -erhaltung war die Gemeinde wiederholt auf Spenden des Gottorfer Herzogs angewiesen. Ihren eigenen Kirchbau, die St.-Christophorus-Kirche, konnte die Gemeinde erst 1643, also 22 Jahre nach Stadtgründung, in Angriff nehmen. Die Gemeinde ist heute im Kirchenkreis Nordfriesland innerhalb der Evangelisch-Lutherischen Kirche in Norddeutschland organisiert.

##### Dänische Lutheraner
Die dänische Gemeinde (Frederiksstad danske Menighed) entstand erst nach 1945 und ist in der Dänischen Kirche in Südschleswig (innerhalb der Danske Sømands- og Udlandskirker) organisiert. Als Gottesdienstort nutzt die Gemeinde die örtliche Mennonitenkirche. Die Gemeinde, die sich eine Pastorenstelle mit der dänischen Gemeinde in Husum teilt, zählt heute etwa 140 Familien als Mitglieder.

##### Unitarier

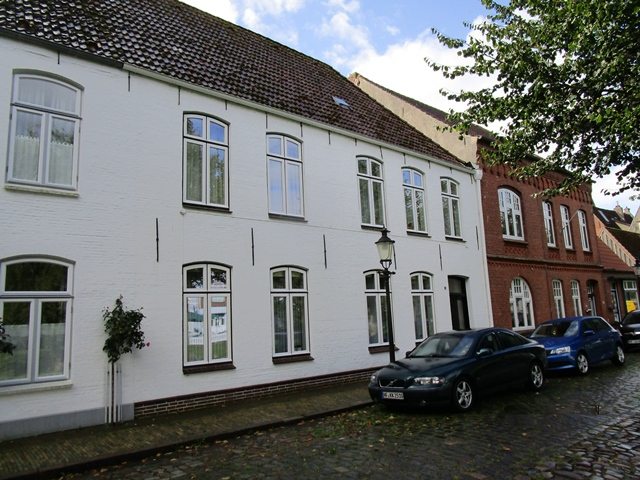
Gebäude Mittelburggraben 3

Zu Beginn der 1660er Jahre siedelten sich mehrere zuvor von der Gegenreformation aus Polen-Litauen vertriebene Polnische Brüder bzw. Sozinianer mit Zustimmung des Stadtrates im schleswigschen Friedrichstadt an. Die Polnischen Brüder waren eine aus der Reformation hervorgegangene unitarische Kirche, die die Trinität ablehnten und in Teilen den Remonstranten (Vernunftsglaube) und Mennoniten (Bekenntnistaufe) nahestanden. Die Ansiedlung in Friedrichstadt ging von dem unitarischen Prediger und Historiker Stanislaus Lubienietzki aus, der zuvor gehofft hatte, die Polnischen Brüder würden nach dem Abzug der protestantischen schwedischen Truppen aus Polen in einem Friedensvertrag konfessionelle Anerkennung finden. Nachdem sich diese Hoffnungen zerschlagen hatten, hielt er sich 1660 zunächst am Hofe in Kopenhagen und später in Hamburg auf, ehe er am 1. März 1662 den Friedrichstädter Stadtrat um Aufnahme seiner Glaubensgemeinschaft bat. Nach Zustimmung des Rates wurden viele von ihnen formell Mitglieder der Remonstrantengemeinde. Die Mehrheit der eingewanderten Polnischen Brüder stammte aus der deutsch-geprägten Gemeinde Straszyn bei Danzig, viele kamen aus den Familien Ruar und Voss. Sie waren sowohl Adlige und Bürgerliche, Kaufleute und Handwerker. Für religiöse Andachten erwarben die Polnischen Brüder ein Haus auf der Südseite des Mittelburggrabens, vermutlich handelt es sich hierbei um das Gebäude Mittelburggraben 3. Obschon der Magistrat erklärte, er werde alles Mögliche tun, um den Herzog zu ermutigen, sie im Land aufzunehmen, mussten sie nach einem Mandat des jungen Herzogs Christian Albrecht 1663 nach 18 Monaten die Stadt wieder verlassen. Vor allem der lutherische Hofkaplan und Generalsuperintendent der herzoglichen Anteile am Herzogtum Schleswig Johann Reinboth hatte sich gegen die Polnischen Brüder ausgesprochen. Viele gingen daraufhin nach Amsterdam in die Niederlande oder ersuchten um Aufnahme in Lübeck, Bremen und Mannheim.

##### Quäker
Die Friedrichstädter Quäker bildeten eine der ältesten Gemeinden im heutigen Deutschland. Der Beginn der Quäkergemeinde im damals noch außerhalb der deutschen Grenzen liegenden Friedrichstadt wird auf 1663 datiert. Die Mitglieder der Friedrichstädter Quäker waren relativ wohlhabend und rekrutierten sich vor allem aus den einheimischen Mennoniten, aber auch den Remonstranten und Lutheranern. Die Konversionsbemühungen quäkerischer Missionare führten jedoch 1670 zeitweise zu einem Disput zwischen Mennoniten und Quäkern. Im August 1673 bat der lutherische Pastor Friedrich Fabricius Herzog Christian Albrecht, die Quäker auszuweisen, was trotz Fürsprache des Stadtrates zu einem herzoglichen Ausweisungsedikt gegenüber den Friedrichstädter Quäkern führte. Das Edikt wurde jedoch immer wieder aufgeschoben und letztlich nicht vollstreckt, so dass die quäkerische Gemeinde weiter bestehen konnte. Auf Anregung des zeitweise in der Stadt anwesenden William Penn entstand von 1677 bis 1678 schließlich das quäkerische Gebetshaus in der Westerhafenstraße. Prominente Besucher dort waren Peter der Große und George Fox. Um Informationen über den Bau einer möglichen Quäkerkirche in seinem Territorium nachzugehen, sandte der dänische König Friedrich IV. im Herbst 1678 den lokalen Amtsschreiber Henning Reventlow zur Visitation in die Stadt, was jedoch auch ohne Folgen blieb. Gemessen an ihrer Mitgliederzahl blieb die Gemeinde jedoch hinter denen der anderen Friedrichstädter Glaubensgemeinschaften zurück. Im Jahr 1727 wurde die Gemeinde wegen rückläufiger Mitgliedschaften schließlich aufgelöst. Das Gebetshaus wurde 1850 im Ersten Schleswigschen Krieg bei der Bombardierung der Stadt zerstört.

##### Religiöse Separatisten
Besonders im 18. Jahrhundert wurde Friedrichstadt zur Zufluchtsstätte mehrerer religiöser Separatisten. Unter ihnen war der dänische Buchhalter Oliger Paulli, der 1704 in Friedrichstadt als Gründer einer apostolischen Gemeinde zur Vereinigung der Juden und Christen auftrat. Paulli kehrte später über Altona nach Kopenhagen zurück, wo er 1714 starb.
Zwischen 1709 und 1715 wohnte der radikale Pietist Otto Lorenzen Strandinger in der Stadt. Strandinger war zuvor lutherischer Pastor auf Pellworm und in Flensburg gewesen. Im Jahre 1715 übersiedelte Strandinger weiter nach Altona, wo er beim Prediger der pietistisch-mennonitischen Dompelaars Jakob Denner Unterkunft fand.
Nach 1700 siedelten sich die aus Alfeld stammenden Brüder Georg und Andreas Jakob Henneberg in der Stadt an. Georg Henneberg entstammte dem Kreis um Ernst Christoph Hochmann von Hochenau. Beide hielten religiöse Konventikel in der Stadt ab.
Zu nennen ist auch der 1707 aus Kopenhagen nach Friedrichstadt geflohene Spiritualist Johann Otto Glüsing. Obschon Glüsing im selben Jahr noch weiter nach Altona übersiedelte, kam ihm als Betreuer einer kleinen Gemeinde von Gichtelianern in Friedrichstadt Bedeutung zu. Die Gichtelianer (auch Engelsbrüder) waren eine spiritualistische Gruppe, die auf den deutsch-niederländischen Mystiker Johann Georg Gichtel zurückging.
Auch die flämische Quietistin Antoinette Bourignon hatte Verbindungen nach Friedrichstadt, in dem ihr Sekretär und Drucker Ewoldt de Lindt ein Haus am Mittelburgwall als mögliches Gemeindehaus der Quietisten erwarb.
Ebenfalls mit Friedrichstadt verbunden war der aus Ribe stammende dänische Kaufmann Jonas Jensen Trellund (auch Johann Thamsen). Der Lutheraner Trellund erweckte Aufsehen, als er 1680 in Husum Bürger mit Gebeten heilte. Nachdem er Schwierigkeiten mit der Obrigkeit bekommen hatte, zog er nach Friedrichstadt, wo er vor 1683 starb.
Im Herbst 1734 erklärte der dänische König Christian VI., dass sich eine Gruppe von ungefähr achtzig pietistischen Separatisten aus Schweden (schwedische Separatisten) entweder in Fredericia, Friedrichstadt oder Altona niederlassen könne. Die schwedischen Separatisten hielten sich jedoch nur von 1735 bis zum Frühjahr 1737 in Friedrichstadt auf und übersiedelten dann weiter nach Altona.

##### Andere Religionsgemeinschaften
In den 1620er Jahren gab es auch Versuche Friedrichs III., Handelsbeziehungen im Mittelmeerraum aufzubauen und reformierte Hugenotten aus dem Languedoc und der Schweiz für die Ansiedlung in Friedrichstadt zu interessieren. Obschon es in Friedrichstadt (anders als in Fredericia und Altona) zu keiner französisch-reformierten Gemeindegründung gekommen ist, gab es doch mehrere Siedler französischer Herkunft in der Stadt. Im Herbst 1624 predigte Simon Goulart mehrmals in der Remonstrantenkirche auch in französischer Sprache.
Im Jahr 1735 besuchten zwei Vertreter der Mährischen Brüder sowohl Tønder als auch Husum und Friedrichstadt, um die Möglichkeit einer Ansiedlung auszuloten. Hierbei kamen sie auch in Kontakt mit der pietistischen „Bordelumer Rotte“. 1736 führten sie vergebliche Verhandlungen über eine Siedlung im zu Fahretoft gehörenden Bottschlotter Koog. Sämtliche Bemühungen um eine Ansiedlung in Friedrichstadt oder im schleswigschen Umfeld scheiterten.
Die Zeugen Jehovas siedelten während der Weimarer Republik und in der Zeit des Nationalsozialismus in Friedrichstadt; die Gemeinde überlebte aber die nationalsozialistische Verfolgung nicht.
Mormonen lebten ab den 1920er Jahren bis in die 1950er Jahre in der Stadt, bevor sich ihre Spuren verlieren.

## Politik

### Stadtvertretung
Die im Zuge der Kommunalwahlen in Schleswig-Holstein 2023 am 14. Mai durchgeführte Gemeindewahl ergab bei einer Wahlbeteiligung von 51,9 Prozent in Friedrichstadt folgendes Stimmenverhältnis:
- SPD: 5
- Grüne: 2
- SSW: 5
- CDU: 5

### Verwaltungsstrukturen
Die Stadt hatte bis 1970 und seit 1992 einen hauptamtlichen Bürgermeister. Mit der Auflösung des Amtes Friedrichstadt im Rahmen der Schleswig-Holsteinischen Verwaltungsstrukturreform zum 1. Januar 2008 trat die Stadt nicht dem neu gebildeten Amt Nordsee-Treene bei, sondern bildet seitdem eine Verwaltungsgemeinschaft mit diesem Amt, das die Verwaltungsgeschäfte der Stadt führt.

### Wappen
Blasonierung: „In Rot zwei silbern gesäumte, schrägrechte blaue Wellenbalken, überdeckt mit dem silbernen, mit einem von Silber und Rot geteilten Schildchen belegten holsteinischen Nesselblatt.“
Das Friedrichstädter Wappen wurde 1652 genehmigt und stellt die beiden Flüsse Treene und Eider dar, die vom Nesselblatt des Hauses Schleswig-Holstein-Gottorf überlagert werden. Die Silberlinien um die Flüsse wurden 1986 ergänzt, um den Regeln der heraldischen Farbgebung gerecht zu werden.

### Flagge
Blasonierung: „Auf weißem, oben und unten von einem roten Streifen begrenztem Flaggentuch das Stadtwappen in flaggengerechter Tingierung, etwas zur Stange hin verschoben.“
Die Flagge wurde 1986 genehmigt.

## Kultur und Sehenswürdigkeiten

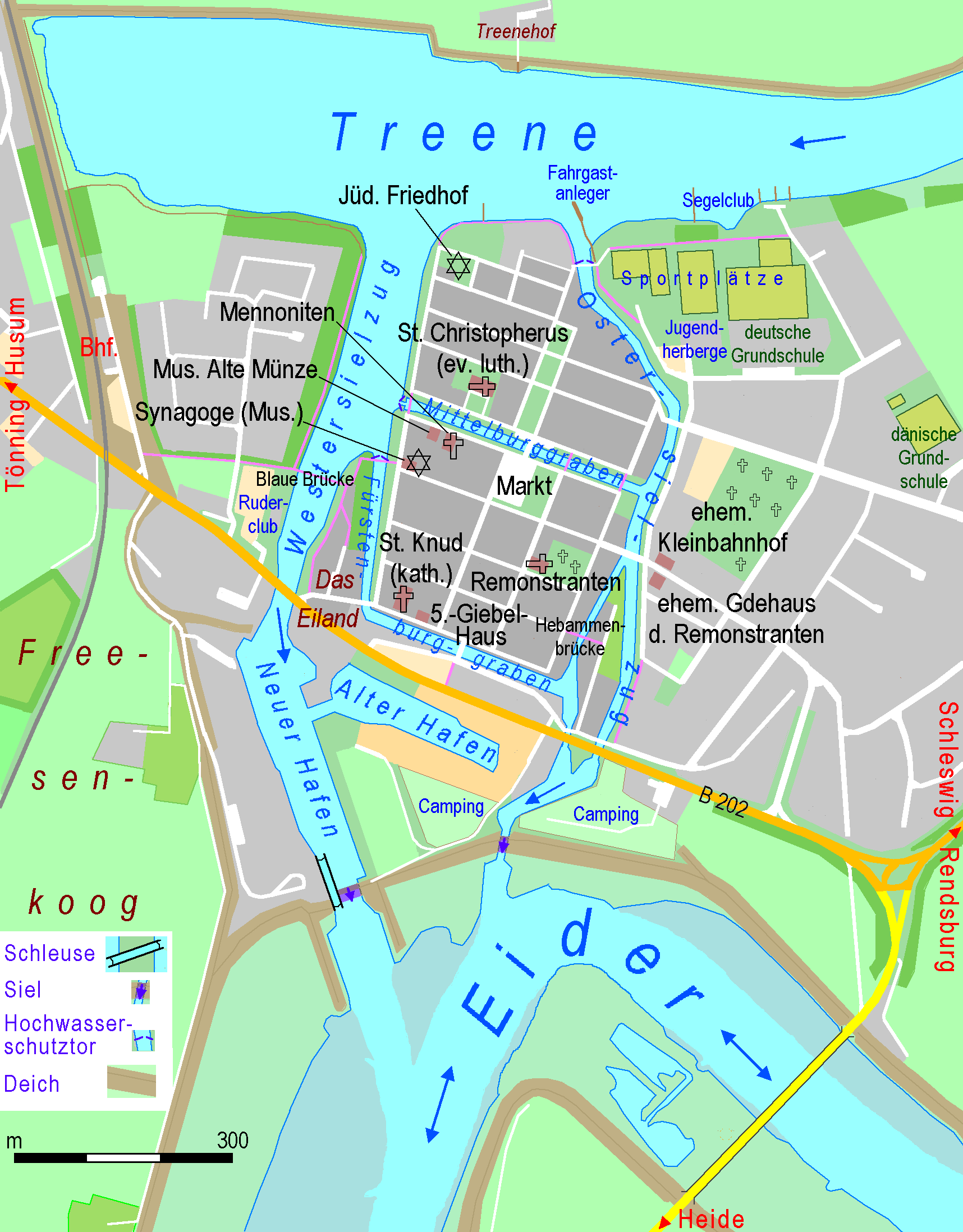
Friedrichstadt mit Treene, Eider, Grachten und heutigen Sielen

### Architektur und Stadtbild
In der Liste der Kulturdenkmale in Friedrichstadt stehen die in der Denkmalliste des Landes Schleswig-Holstein eingetragenen Kulturdenkmale.
Die etwa 17 Hektar große Planstadt ist anhand eines Schachbrettmusters gestaltet. Der ältere, von der holländischen Backsteinrenaissance geprägte Teil der Stadt wird von zwei Grachten durchzogen. Der Fürstenburggraben liegt in der südlichen Stadthälfte, der Mittelburggraben (auch: Mittelburgwall) trennt die südliche Vorderstadt mit quadratischen Parzellen von der nördlichen Hinterstadt mit rechteckigen Parzellen.
Über den Mittelburggraben führen vier Brücken. Der Marktplatz befindet sich direkt am Mittelburggraben, die wichtigste Einkaufsstraße ist die als Fußgängerzone gestaltete Prinzenstraße, die vom Fürstenburggraben zum Marktplatz führt.
Eine weitere Gracht, die Norderburggracht, wurde bereits 1705 zugeschüttet. Während sich das Leben bis zum Zweiten Weltkrieg in der Kernstadt abspielte, die von Beginn an für mehr Einwohner geplant war, als je in Friedrichstadt wohnten, machte die Aufnahme der Vertriebenen aus den ehemaligen deutschen Ostgebieten nach 1945 ein Wachstum nötig. Neue Viertel entstanden fächerförmig im Osten der Stadt und zeigen das typische Bild der Neubauten jener Jahre. Westlich der Marschbahn wurde ein Gewerbegebiet eingerichtet.
Die Häuser aus den Gründungstagen der Stadt sind mit aus Holland eingeführten Baumaterialien von holländischen Baumeistern gebaut worden. Obwohl van den Hove bereits 1622 eine Ziegelei in der Stadt errichtete, konnte diese den Bedarf nicht decken. Aus den Niederlanden wurden neben den Moppen – holländischen Backsteinen, kleiner als gewöhnliche deutsche – fertige Sandsteingiebel, Pfeiler für die Kamine, gelbe und grüne Kacheln und selbst Bretter importiert. Anderes zum Bau verwendetes Holz stammte aus den Hüttener Bergen (Eiche) und Norwegen (Föhre).

### Hausmarken
Auffallendes Merkmal vieler Bauten sind die Hausmarken oder Gevelstene, oft farbig gefasste Reliefs über der Eingangstür, die einen Hinweis auf die ehemaligen Erbauer oder Bewohner geben und oft noch aus der Zeit der Stadtgründung stammen. Von vielen Häusern, die 1850 zerstört wurden, blieben die Hausmarken erhalten und schmücken nun den Neubau. Die älteste Hausmarke zeigt eine Taube mit Ölzweig und stammt von 1622. Andererseits bringen auch heute noch Hausbesitzer neue Marken an bisher ungeschmückten Gebäuden an.

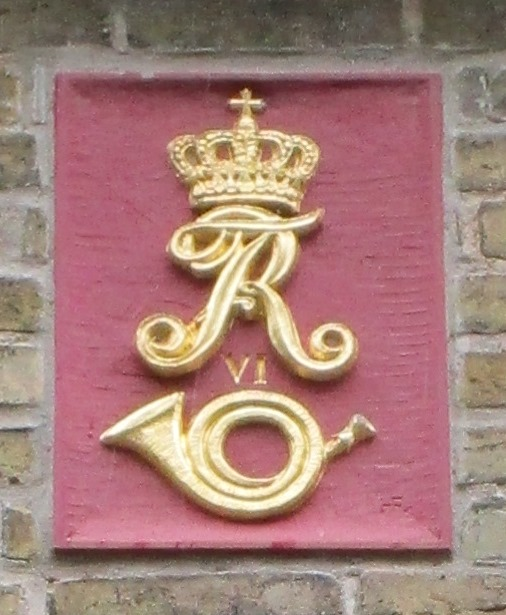
Posthorn und Monogramm des dänischen Königs Friedrich VI. (Am Mittelburgwall)
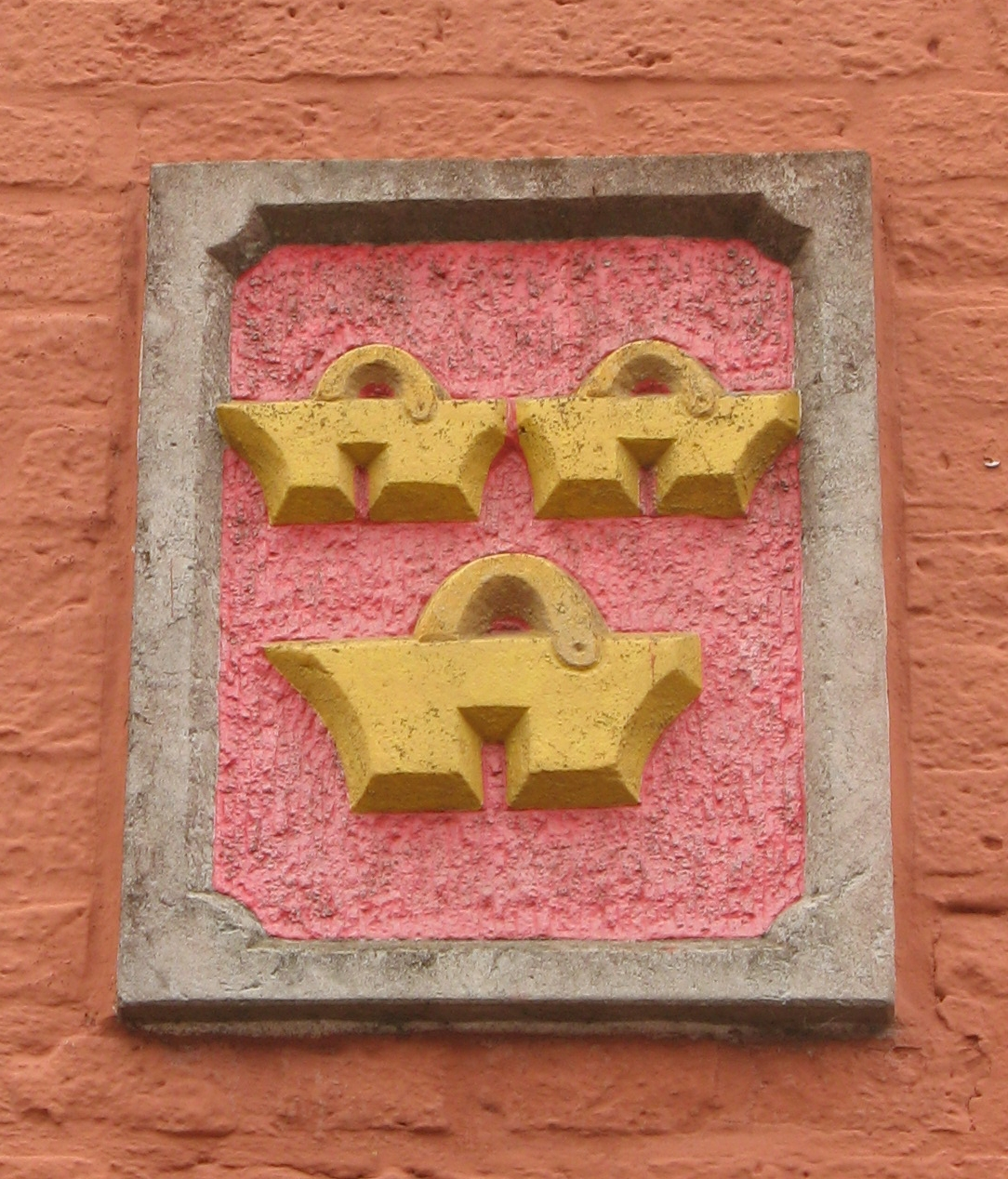
Trippen (Wappen der Priesterfamilie Laman-Trip; Prinzeßstraße)
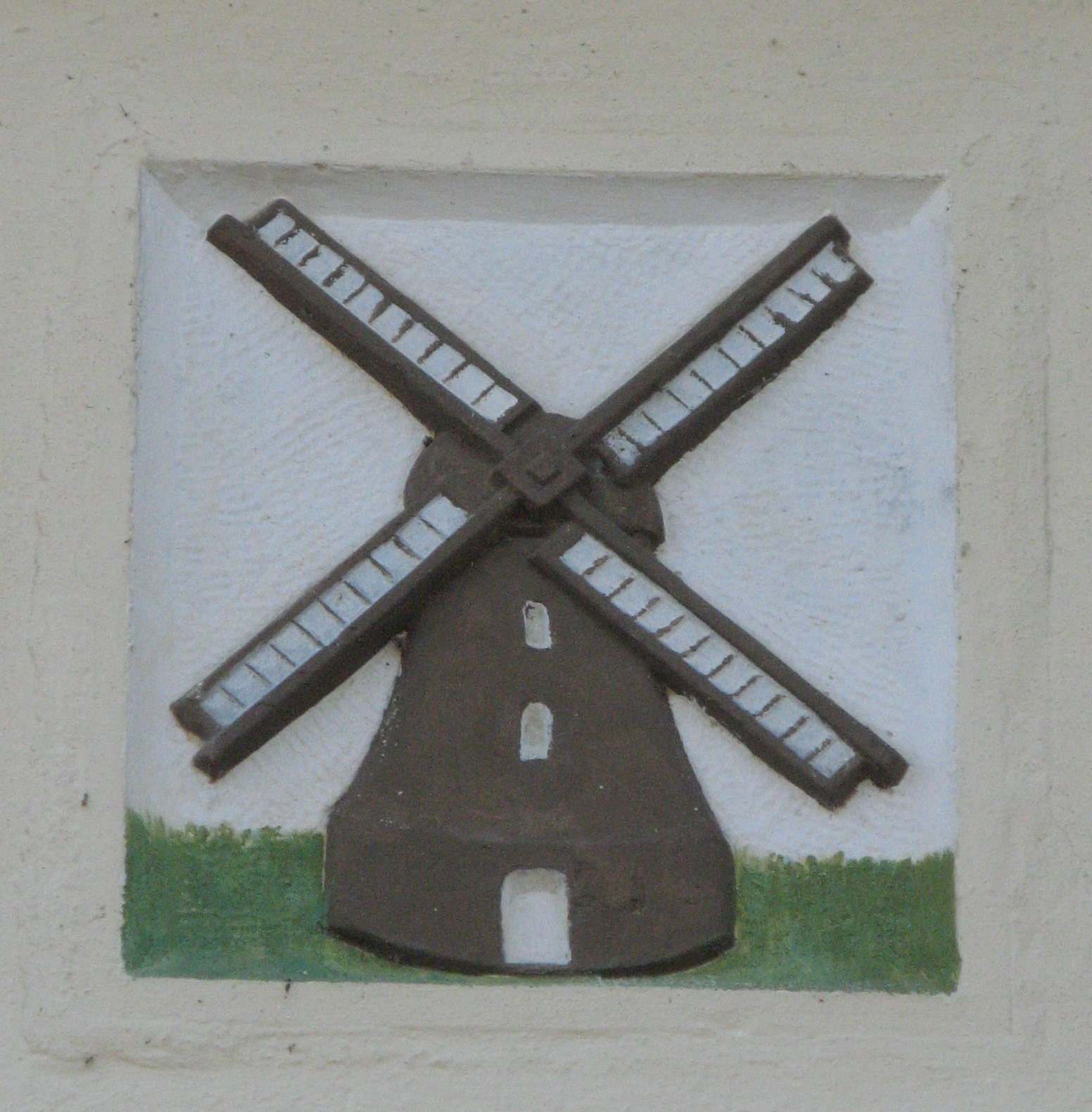
Mühle (Wohnhaus eines Müllers; Am Markt)
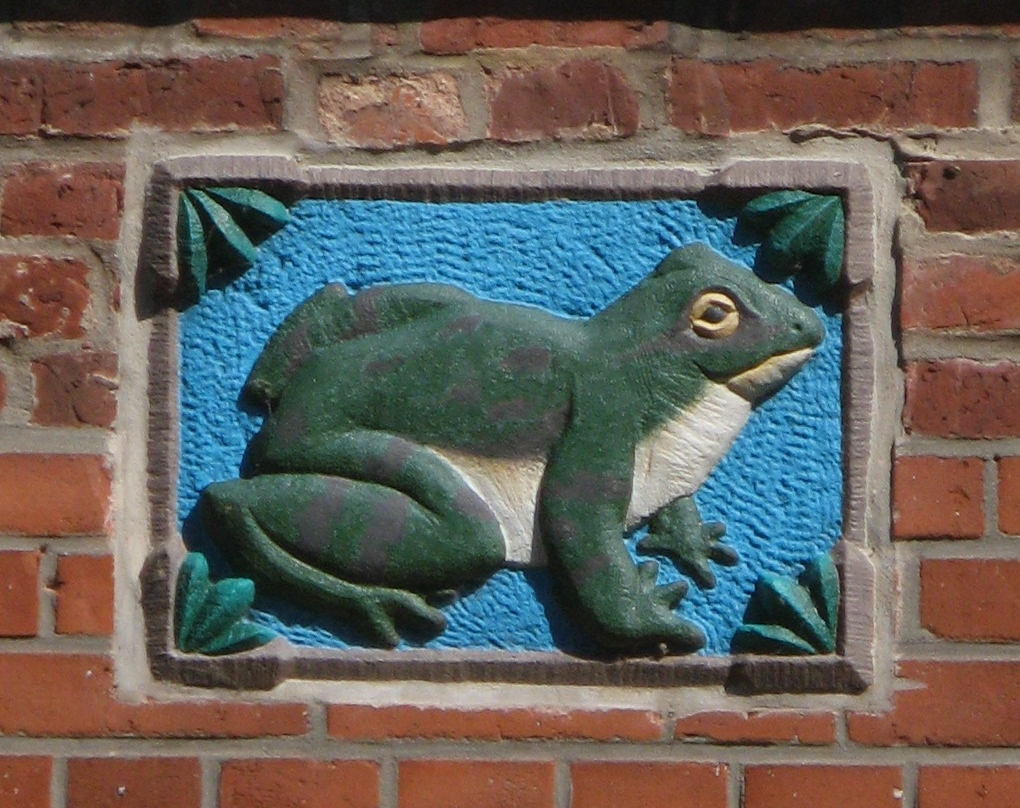
Frosch (Bedeutung unbekannt; Am Markt)

#### Marktplatz

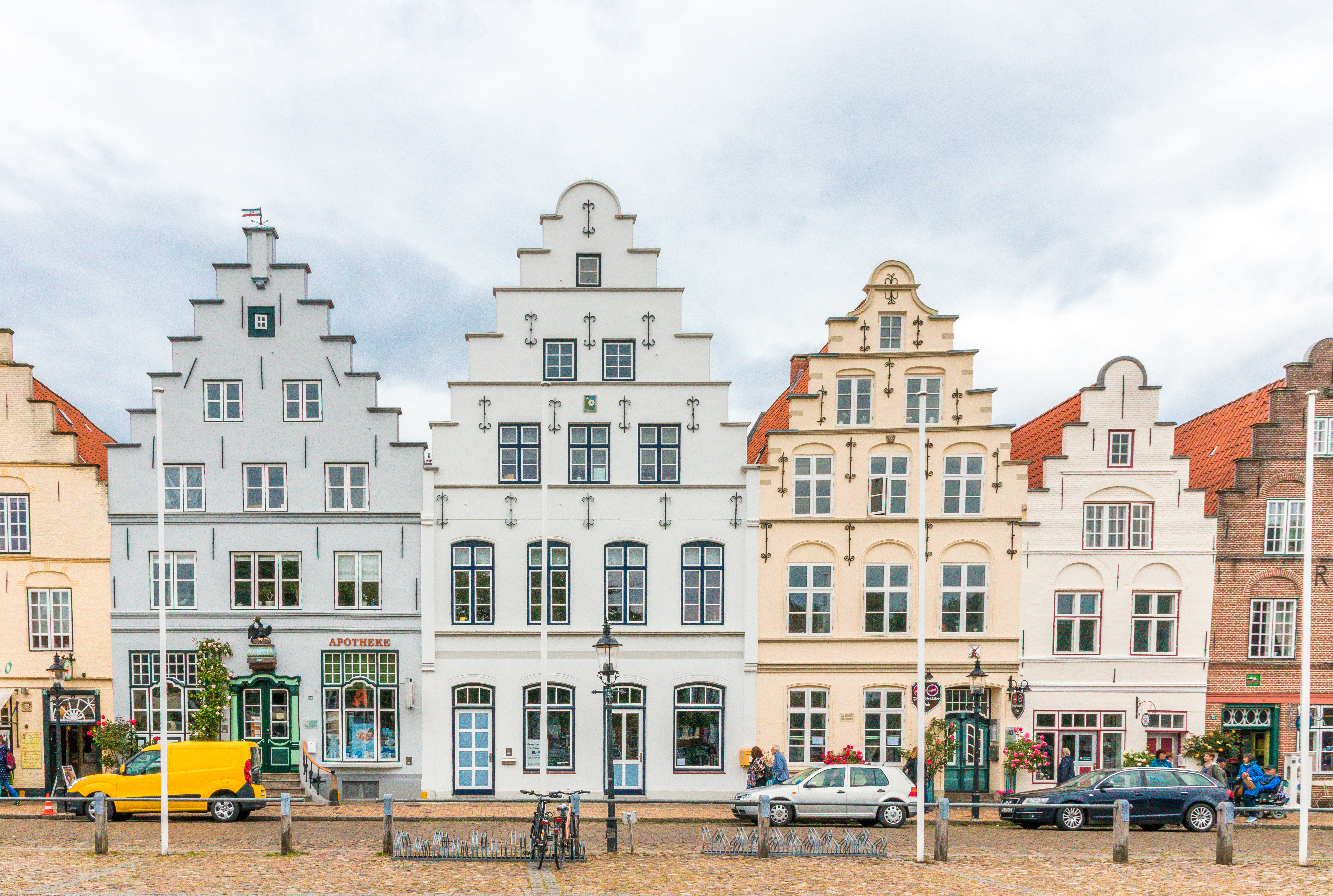
Marktplatz-Westseite: Apotheke, am Markt 20 und Mühlenhaus.

An der Westseite des Marktplatzes befinden sich noch neun Treppengiebel aus Backstein, die in der Gründerzeit der Stadt entstanden sind und heute das größte zusammenhängende Ensemble von Bauten aus der Gründungsphase der Stadt bilden. Wie die anderen Häuser aus der Gründungsepoche auch sind diese den holländischen Vorbildern gemäß hoch und schmal. Das „Edamerhaus“ soll an ein Gebäude in Edam erinnern und zeigt noch Engelsköpfe aus Sandstein und Maueranker. Die Apotheke direkt daneben ist das einzige Gebäude mit Freitreppe und dient dieser Funktion schon seit dem 18. Jahrhundert. Der Treppengiebel stammt aus dem 20. Jahrhundert.
Das Haus daneben, am Markt 20, hingegen hatte historisch einen Treppengiebel, bekam aber im 19. Jahrhundert ein Flachdach, was die Wirkung des gesamten Ensembles schwerwiegend beeinträchtigte. Erst in den 1970er-Jahren erhielt es wieder einen Treppengiebel, der sich aber noch deutlich vom restlichen Haus absetzt. Das „Mühlenhaus“ daneben gehörte einst dem Besitzer der Eidermühle und hat eine dementsprechende Hausmarke. Nach langen Jahrzehnten des Verfalls wurde es erst in der zweiten Hälfte der 1990er-Jahre restauriert.
Die Bebauung auf der Südseite des Marktplatzes überlebte die Kanonade von 1850 nicht.
Der eigentliche Platz teilt sich in der Mitte in einen steinernen Abschnitt auf der West- und einen begrünten Teil auf der Ostseite. Die beiden Teile trennt eine Reihe von Eisenstangen, die noch aus der Zeit des Pferdemarkts stammen und ursprünglich dazu dienten, die Tiere anzubinden. Auf der Mitte des Marktes steht ein kleines Brunnenhäuschen von 1879. Das von Heinrich Rohardt errichtete Gebäude ist mit vier plattdeutschen Sprüchen des Dichters Klaus Groth zum Thema Wasser verziert.
Der begrünte Teil des Marktes ist der sogenannte „Grüne Markt“, der bereits zu Beginn des 18. Jahrhunderts von Linden umstanden war. Deren Pflanzung erfolgte vermutlich um 1705 im Zusammenhang mit der Zuschüttung des Norderburggrabens, dem heutigen Stadtfeld. Die Linden standen versetzt in zwei Reihen. Umgestaltungen des 19. Jahrhunderts, fehlerhafte Baumpflege und Neupflanzungen zerstörten das einheitliche Erscheinungsbild des „Grünen Marktes“. Im Jahr 2008 wurde ein gartendenkmalpflegerisches Konzept mit einem Pflegeplan und einem Nachpflanzungskonzept beschlossen. Bis zur 400-Jahr-Feier von Friedrichstadt im Jahr 2021 soll der Grüne Marktplatz wieder ein geschlossenes Bild abgeben.

#### Bürgerhäuser
Durch die Beschießung von 1850 wurde ein Großteil des historischen Baubestandes vernichtet. Die danach errichteten Bauten fügen sich zwar stilistisch meist in das bereits Bestehende ein und ergeben ein harmonisches Stadtbild, sind aufgrund der damaligen schwierigen Wirtschaftslage jedoch oft schlichter. Dennoch befinden sich auch außerhalb des Marktes einige Bauten aus der Gründerzeit. Nachdem viele Häuser im 20. Jahrhundert zu verfallen gedroht hatten, rettete eine umfassende Stadtsanierung in den 1970er- und 1980er-Jahren viele der Gebäude.
Eines der größten Bürgerhäuser liegt am Ostersielzug 7. Das Gebäude der Backsteinrenaissance diente früher als remonstrantischer Gemeindesaal. Zwei weitere bedeutende Häuser befinden sich in der Prinzenstraße. Das „Paludanushaus“ von 1637 ist ein prachtvolles fünfachsiges Giebelhaus mit eindrucksvoller Rokokotür, das seit 1840 einen Barockgiebel trägt. Heute dient es als Versammlungshaus der dänischen Gemeinschaft.
Kleiner ist das 1624 gebaute „Doppelgiebelhaus“ schräg gegenüber, das, zwischenzeitlich mit nur einem Giebel versehen, in den 1980er-Jahren wieder in den Ursprungszustand zurückversetzt wurde.

#### Sakralbauten und Friedhöfe

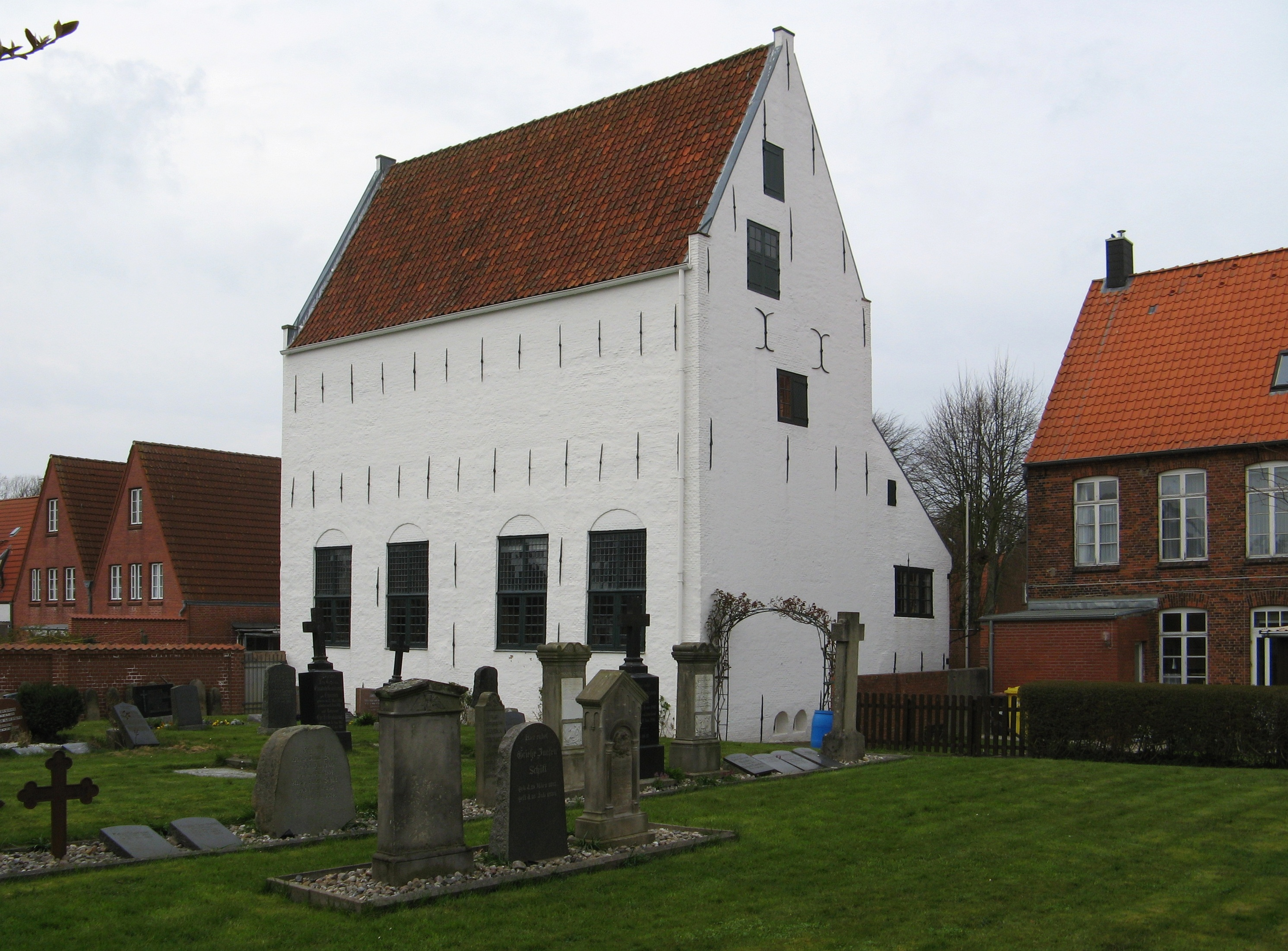
Mennonitischer Friedhof vor dem Betsaal.

Im Gegensatz zu den meisten anderen Städten befindet sich keine Kirche zentral am Marktplatz. Während die Kirchtürme von lutherischer und remonstrantischer Kirche noch heute die Silhouette der Stadt prägen, handelt es sich bei den anderen Sakralbauten um Gebäude, die nicht höher sind als ihre Nachbarschaft.
Der Saalbau der Remonstrantenkirche (wiedererrichtet 1852–1854) ist außen barock-spätklassizistisch, innen jedoch betont schlicht und enthält gemäß remonstrantischem Glauben keinen Altar. Bis etwa 1885 wurde in ihr ausschließlich niederländisch gepredigt, die Pfarrer sind weiterhin überwiegend Niederländer. Remonstrantische Gottesdienste finden heute monatlich statt, Predigtsprache ist deutsch, nur einzelne Teile wie das Vaterunser werden auf Niederländisch gesprochen. Hinter der Kirche liegt der remonstrantische Friedhof. Dort begruben sowohl Remonstranten, Mennoniten, Katholiken als auch Quäker ihre Toten. Die Lutheraner und Juden hatten dagegen schon 1631 bzw. 1677 eigene Friedhöfe erworben. Nach einem Disput über Geldzahlungen für die Nutzung des Kirchhofes, legten 1708 auch die Mennoniten einen eigenen Gottesacker hinter der Mennonitenkirche an.
Die katholische Gemeinde zog innerhalb Friedrichstadts mehrmals um, bis sie von 1854 bis 2003 in der St.-Knud-Kirche eine Bleibe fand. Nachdem die Jesuiten 1646 in die Stadt gekommen waren, fanden Gottesdienste im Fünfgiebelhaus statt. 1846 baute der Kopenhagener Architekt Friedrich Hetsch den Katholiken eine eigene Kirche, deren Gebäudedecke jedoch schon 1849 einstürzte. 1854 folgte mit der St.-Knud-Kirche ein weiterer Kirchenneubau, der bis heute besteht. Heute noch kann man die Kirchenbänke von 1760, die vorher in einer katholischen Kapelle gestanden hatten, und den Christuskörper von 1230 sehen. Von den sechs hölzernen Apostelfiguren aus dem 17. Jahrhundert, welche seitlich des Kirchenschiffes standen, sind nur noch Fotos vorhanden. Die neugotischen Kirche ohne Turm wurde im Jahr 2003 profaniert.
Ferner existiert die evangelisch-lutherische St.-Christophorus-Kirche am Mittelburgwall, deren Gemeindesaal die Katholiken heute auch nutzen. Die Saalkirche nach niederländischem Vorbild stammt von 1643 bis 1649, der Westturm von 1657, die barocke Turmhaube von 1762. Das Altargemälde von 1675 malte und stiftete der Rembrandt-Schüler und langjährige Bewohner Friedrichstadts Jürgen Ovens, Hofmaler von Friedrich III. Es zeigt die Beweinung Christi. Die Verbindung zum Meer zeigt ein Votivschiff von 1738 mit der Aufschrift „Der löblichen Schifferzunft zur Ehre und dieser Kirche zur Zierde. Anno 1738“. Die übrige Inneneinrichtung wurde bei einer Renovierung von 1763 stark verändert. Ihren Namen erhielt die Kirche erst 1989: Im Angedenken an die zahlreichen Touristen, die Friedrichstadt und die Kirche besuchen, benannte die Gemeinde sie nach St. Christophorus, dem Schutzheiligen der Reisenden.
In einem Seitenbau der Alten Münze findet sich seit 1708 die Mennonitenkirche. Die Kirche ist schlicht, ohne Turm und auch nur mit schlichter Innenausstattung. Neben dem Eingang befindet sich ein Vorbau, der unter anderem das Kamertje genannte Vorsteherzimmer enthält. Seit dem Ende des Zweiten Weltkriegs ist die lutherische dänische Gemeinde Mitnutzer der Mennonitenkirche. Seitdem befinden sich im Betsaal auch Kreuz und Altar, die in mennonitischen Kirchenräumen sonst nicht üblich sind. Im Innenhof des Häuserblocks hinter der Kirche liegt der mennonitische Friedhof, auf dem sich noch zahlreiche Grabsteine aus der frühen Phase der Stadtgeschichte befinden.

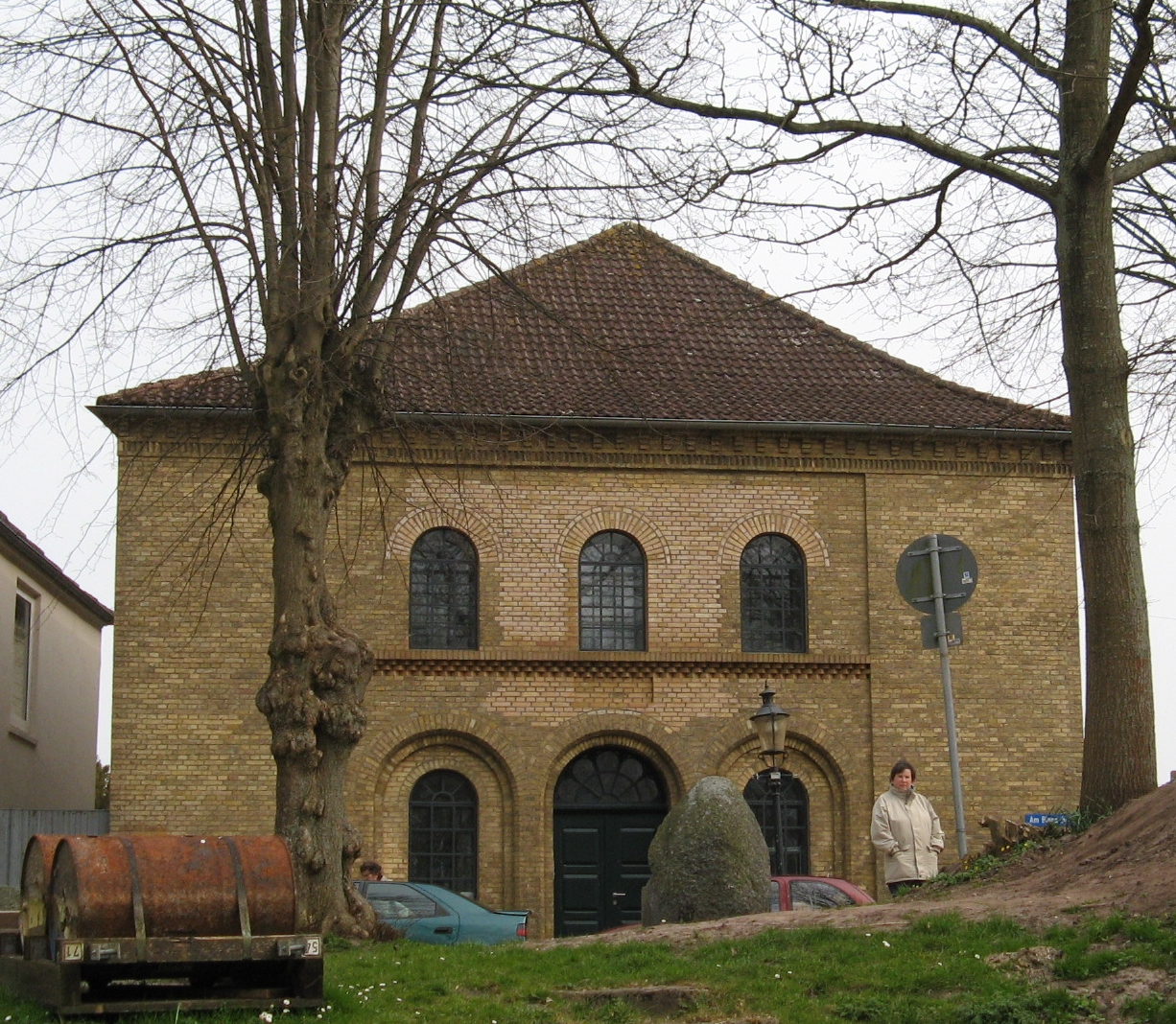
Ehemalige Synagoge

Die ehemalige Synagoge von 1845 wurde 1938 während der Reichspogromnacht teilweise zerstört. Der größte Teil des Innenraums wurde vom Feuer zerstört, das nur aus Sorge um die umliegenden Wohnhäuser gelöscht wurde. 1941 wurde sie in ein Wohnhaus umgewandelt. Sie dient seit einer aufwendigen Restaurierung 2003 als Kulturzentrum. Während die Westfassade in den Zustand von vor 1938 zurückversetzt wurde, zeigen Nord- und Südfassade noch das Aussehen als Wohnhaus. In ihrem Inneren befindet sich eine Ausstellung über die Geschichte der jüdischen Gemeinde. Auf die ehemalige jüdische Schule und das ehemalige Rabbinat deutet nichts mehr hin. Die jüdische Gemeinde beschloss den Bau, da die Alte Synagoge von 1734 im Hinblick auf das rapide Gemeindewachstum zu klein wurde. Die Gemeinde hatte das älteste Haus der Stadt von 1621 gekauft und umgewidmet. Die Kanonade der Stadt 1850 zerstörte auch die Alte Synagoge. Von 1675 bis 1734 hatte sich die Gemeinde im Hinterhaus des Gemeindeältesten an der Prinzenstraße getroffen.
Der alte jüdische Friedhof von 1676 wurde 1939 auf Druck der Stadtverwaltung aufgelöst, anschließend nutzten Kleingärtner das Gelände. Obwohl sich Stadtverwaltung und der ehemalige Gemeindevorsteher Israel Behrend einigten, die Grabsteine umgekippt und mit Erde bedeckt auf den Gräbern zu belassen, verschwanden die meisten von ihnen. Noch 1954 beschloss die Stadtverordnetenversammlung, das Gelände an einen Bauunternehmer zu verkaufen. Dieses Vorhaben scheiterte schließlich an Protesten jüdischer Organisationen. Mittlerweile ist der Platz als Gedenkstätte gestaltet. Der neuere jüdische Friedhof von 1888 überstand die Zeit des Nationalsozialismus und befindet sich noch immer an der Nordostecke des lutherischen Friedhofs außerhalb des ursprünglichen Stadtgebiets.

### Museen

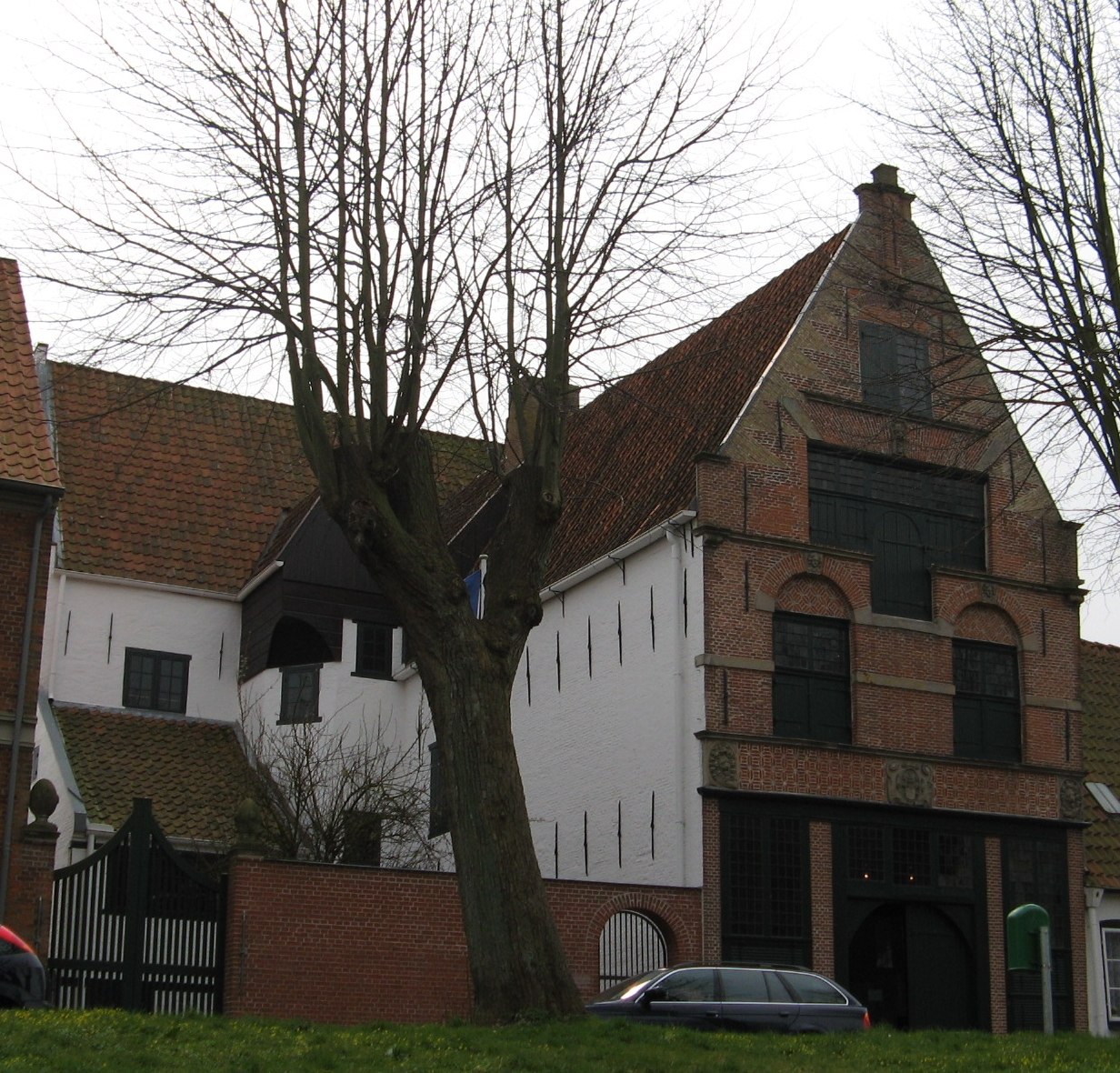
Die Alte Münze, links die Mennonitenkirche

In der Stadt sind zwei Museen angesiedelt. Das Museum für Friedrichstädter Geschichte ist seit 1997 in der Alten Münze untergebracht. Im linken Gebäudeteil befindet sich die Mennonitenkirche. Das Museum erlaubt nicht nur einen Blick in den benachbarten mennonitischen Betsaal, sondern zeigt auch Artefakte aus der Stadtgeschichte und ihrer multireligiösen Prägung. Die wechselnden Ausstellungen zeigen unter anderem auch Bilder einheimischer Künstler.
Das Tischlereimuseum Jacob Hansen besteht vor allem aus der ehemaligen Werkstatt des Tischlermeisters Jacob Hansen, die im Zustand zwischen den beiden Weltkriegen erhalten ist. Hansen selbst führte sie in diesem Zustand dreißig Jahre, bis er im Alter von 92 Jahren 1999 verstarb. In dieser Zeit restaurierte er vor allem alte Möbel und kaufte aus Platzmangel weder Werkzeug nach, noch sonderte er es aus. Nach dem Umbau zum Museum arbeitet dort heute ein Restaurator.

### Sprachen
Friedrichstadt befindet sich historisch an der Grenze zwischen niederdeutschem (in Dithmarschen und Stapelholm), dänischem (in den Goesharden) und nordfriesischem (auf Eiderstedt) Sprachraum.
In Friedrichstadt wird heute vor allem Hochdeutsch gesprochen. Niederdeutsch wird von vielen, vor allem älteren Menschen, gesprochen und gewinnt seit neuerem unter jüngeren Leuten wieder zunehmende Verbreitung. Dänisch wird ebenfalls gesprochen, besonders natürlich von Bürgern der dänischen Minderheit.
Vereinzelt tauchen noch Relikte der niederländischen Sprache auf. So haben sich im örtlichen Sprachgebrauch noch einige niederländische Begriffe erhalten. Ein hier vor allem zu Silvester gegessenes Schmalzgebäck wird etwa Fudjes genannt. Frikadellen (Buletten) werden als Frikandellen (ndl. frikandel) bezeichnet.

### Sport

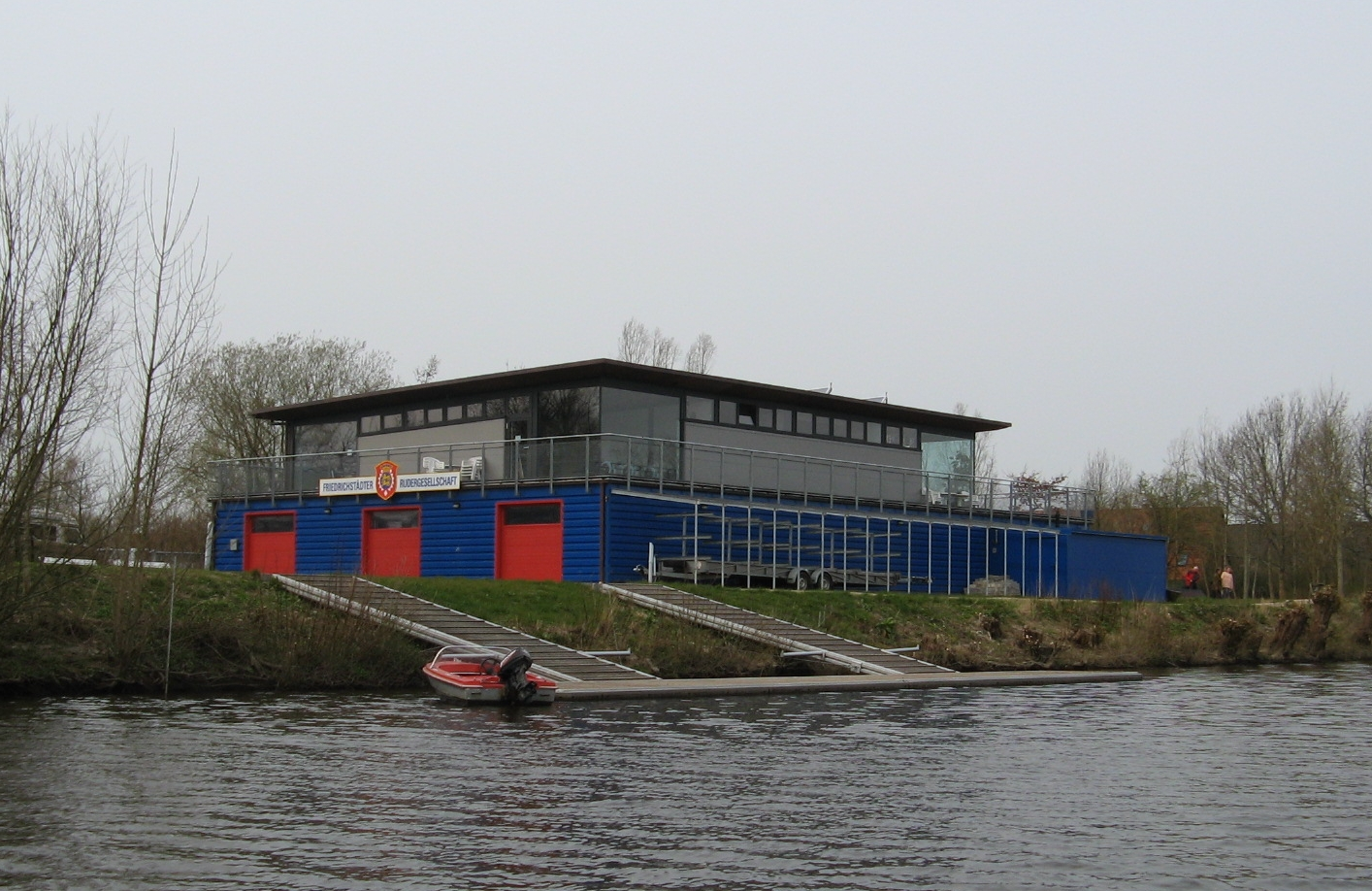
Klubhaus der Rudergesellschaft am Westersielzug

Die Turnhallen der Realschule und der Grund- und Hauptschule, zwei Fußballplätze, ein Freiluftschwimmbad sowie Treene und Eider dienen diversen Vereinen für ihre Betätigungsfelder, z. B.
- der Schützengilde von 1690, dem ältesten noch bestehende Verein der Stadt. Sie organisiert das alle drei Jahre stattfindende Schützenfest.
- den Reitergilden (Ringreitergilde v. 1812; Jungringreitergilde v. 1947), die der regionalen Sportart des Ringreitens nachgehen.
- dem Segelclub Friedrichstadt, der bereits seit 1971 ein Optimisten-Trainingslager ausrichtet, an dem bis über 100 Kinder und Jugendliche aus Schleswig-Holstein das Segeln lernen und trainieren.
- der Friedrichstädter Rudergesellschaft von 1926 mit knapp 200 Mitgliedern, die vor allem im Juniorenbereich und Seniorenbereich immer wieder deutsche Meister sowie Weltmeister und Medaillengewinner stellen konnte. Größter Erfolg bisher war der 6. Platz bei den Olympischen Spielen 2012 in London durch Lars Hartig im Leichtgewichts-Doppelzweier.

Seit 2005 veranstaltet die Rudergesellschaft jährlich ein Drachenbootrennen. Dabei steht der Spaß im Vordergrund. Der Erlös kommt der Jugendarbeit der Rudergesellschaft zugute.

Der Landes-Kanu-Verband Schleswig-Holstein ordnet die Treene als Haupt-Kanu-Gewässer ein. Dies ist eine Anerkennung der Tatsache, dass sich an Spitzentagen (Christi Himmelfahrt, Pfingsten) zwischen 200 und 300 Booten auf den befahrbaren 71 Kilometern des Gewässers ab Friedrichstadt befinden. Darunter sind vergleichsweise viele ungeübte Kanuten, die bei Verleihern am Flussverlauf oder in Friedrichstadt ein Boot mieten.
Segel- und Motorboote können auf der Eider oder der Treene fahren. Auf der Treene reicht das Revier für Segelboote nur fünf Kilometer bis nach Schwabstedt, da dort eine niedrige Brücke die Weiterfahrt verhindert. Motorboote können weitere fünf Kilometer bis zur Brücke nach Süderhöft fahren, ab dort herrscht für sie ein Fahrverbot.

### Regelmäßige Veranstaltungen
- Friedrichstädter Festtage am letzten Juliwochenende. Es hebt sich von anderen Veranstaltungen gleicher Art durch den Lampionkorso auf den Grachten ab. Hierbei bewerben sich diverse phantasievoll geschmückte Boote darum, durch eine Jury ausgezeichnet zu werden.
- Jährlich im Juli: Friedrichstädter Drachenboot-Festival der Rudergesellschaft und familiäre Flaniermeile

## Wirtschaft und Verkehr

### Wirtschaftsgeschichte

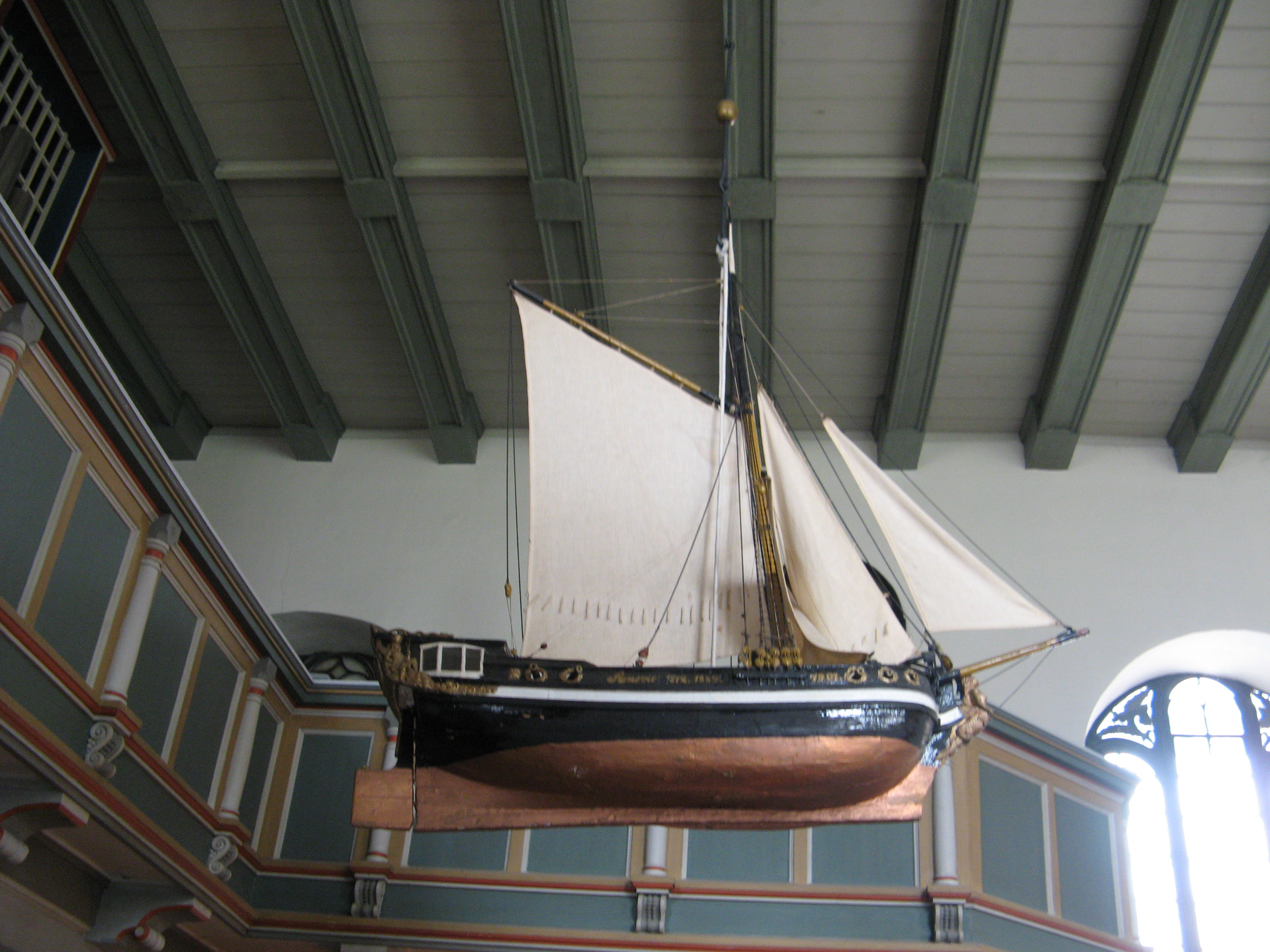
Votivschiff (1738) in der lutherischen Kirche

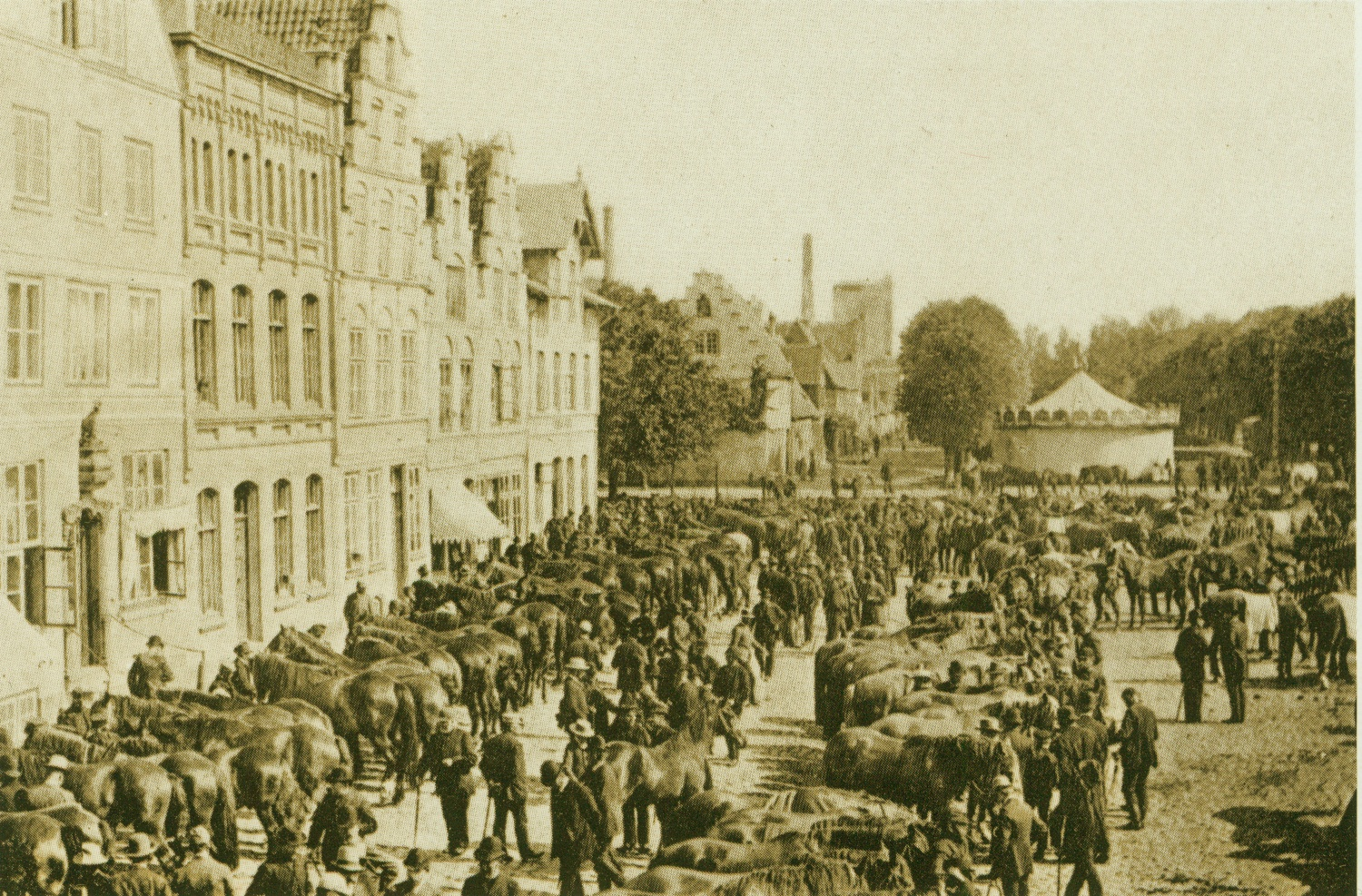
Pferdemarkt im Jahr 1895

Beispielhaft für den Aufbau und Niedergang der Wirtschaft werden im Folgenden der Schiffbau und die Salzsiederei betrachtet. Es gab außerdem einige andere größere Betriebe wie eine Senffabrik, eine Säurefabrik und eine Knochenmehlfabrik, sowie diverse Gerbereien und Wäschemangeln.
Vermutlich hat es bereits um 1624 Schiffbau in Friedrichstadt gegeben, da die Stadt in diesem Jahr von einer Verordnung ausgenommen wurde, die Schiffsverkauf außer Landes erst nach vierzehnjähriger Verwendung erlaubte.
Im Jahre 1636 wurde die Aushebung eines Außenhafens abgeschlossen, der Bereich ist heute durch die Bundesstraße 202 von dem Ortskern getrennt. Der Werftinhaber Cornelis Cornelissen stellte am 23. November 1637 den Antrag, seine Werft an den Außendeich verlagern zu dürfen, damit er größere Schiffe bauen könne. Er war damit dort der erste Werfteigner. Dass die Werft in Friedrichstadt von größerer Bedeutung war, lässt sich auch aus dem Bedauern der Tönninger schließen, welche zwar durch konzentrierten Schiffsverkehr über die Eider und Nordsee gute Einnahmen hatten, aber feststellen mussten: … aber es werden keine Schiffe hier gebaut und selbst fremde Fahrzeuge werden häufiger von hier (Tönning) nach Friedrichstadt geführt, um dort repariert zu werden. Die wichtige Rolle der Schiffergilde zeigt sich auch durch das 1738 gestiftete Votivschiff in der lutherischen Kirche.
Die Napoleonischen Kriege führten zu einem Niedergang des Schiffbaus, besonders weil 1806 die Kontinentalsperre errichtet wurde, die den gesamten Schiffsverkehr in der Nordsee zum Erliegen brachte. Zu diesem Zeitpunkt gab es vier Werften in Friedrichstadt. 1848 wurden die Werften im Krieg zerstört. Zumindest eine Werft sollte sich danach wieder ansiedeln, die nach mehrfachen Eignerwechsel 1912 schließlich ihre Pforten schloss. Diese Schöning’sche Schiffswerft (nach dem letzten Eigner) baute Schiffe bis 25 Meter Länge und mit bis zu drei Masten.
Die Salzsiederei, die Roh- zu Feinsalz raffinierte, ist bereits kurz nach der Stadtgründung nachzuweisen, sie wurde aber auf Grund kollidierender Privilegien schnell wieder aufgegeben. 1827 wurde die Salzsiederei wieder rentabel, die in der Zwischenzeit durch langfristige Lieferverträge blockiert war. Nach Einrichtung der ersten Siederei 1928 durch Nicolaus Jacob Stuhr entstanden in Friedrichstadt schließlich insgesamt drei Betriebe. Stuhr wurde als Begründer des Salzsiedergewerbes in Schleswig-Holstein gefeiert, allerdings sah sich die Regierung um Einnahmen aus den Zöllen für die Einfuhr von Feinsalz gebracht, so dass 1939 die Zollgesetze geändert wurden. Für alle Salzarten wurde der Tarif gleich, und somit wurde dieses Gewerbe wieder unrentabel.

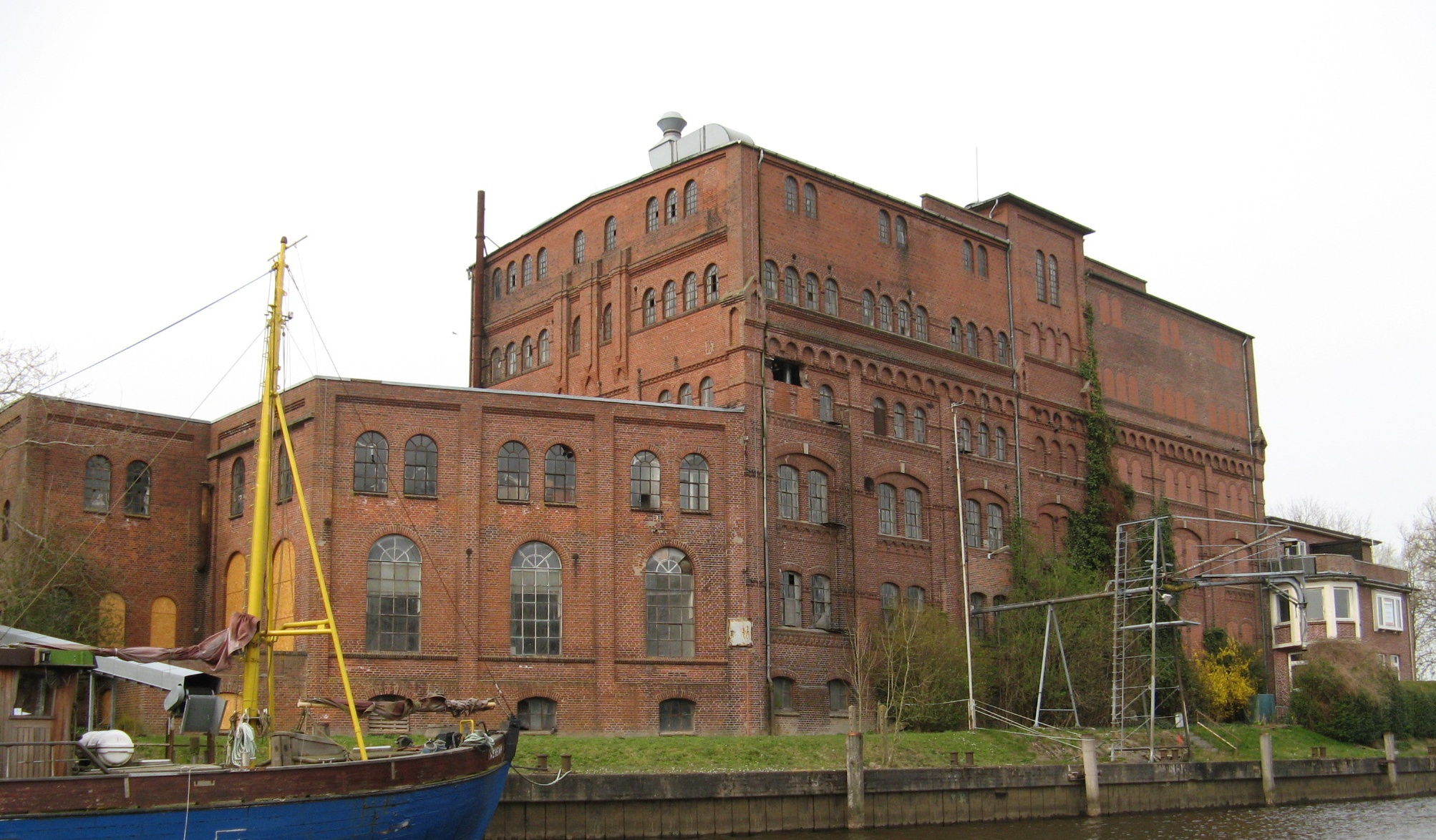
Die Eidermühle (2007)

Die verschiedenen Eisenbahnverbindungen ermöglichten Anfang des 20. Jahrhunderts eine kleine Industrielandschaft mit Schwefelsäurefabrik, Knochenmühle, der Köllnschen Walzenmühle, der Senffabrik Günthrat und der Schöning’schen Schiffswerft. Diese Industrie zog aber bereits vor dem Zweiten Weltkrieg weg oder ging in Konkurs, so dass ein dauerhafter Aufschwung ausblieb. Einzig die später in Eidermühle umbenannte Köllnsche Walzenmühle konnte sich länger halten und war bis Anfang des 21. Jahrhunderts größter Arbeitgeber der Stadt. Da das Werk aber auch bei voller Auslastung nicht die gewünschten Mengen liefern konnte, zog der Betrieb in ein größeres Gebäude in Elmshorn nahe Hamburg an die Elbe. Bis zu ihrem Abriss 2012 war die rückgebaute Eidermühle das letzte Relikt der Kleinindustrialisierung Anfang des 20. Jahrhunderts.
Die 1905 eingerichtete Eisenbahnverbindung nach Schleswig durch die Schleswiger Kreisbahn wurde 1934 stillgelegt.

### Wirtschaft heute
Der Tourismus stellt für die Stadt, die laut taz „auf jedem Meter ein Dutzend Fotomotive“ bietet, den Hauptwirtschaftszweig dar. Dabei ist sie vor allem für Tagesausflügler interessant, 1996 kamen beispielsweise 300.000 bis 400.000 Tagesausflügler in die Stadt, die oft an der nahegelegenen Nordseeküste einen längeren Urlaub verbrachten. Grachtenfahrten zweier Anbieter sind in diesem Bereich ein ebenso beliebtes Angebot wie die auf 100 m² verteilte Minieisenbahnanlage namens „Modellbahn-Zauber“. Beide sind aufgrund ihrer Größe als private Wirtschaftsfaktoren im touristischen Bereich zu nennen. Die Stadt selbst bietet zwischen Juli und September tägliche Stadtführungen an, die teilweise von Führerinnen und Führern in Kleidung, die holländischen Trachten nachempfunden sind, geleitet werden.
Neben Hotels und Privatunterkünften bietet Friedrichstadt für seine Gäste einen Campingplatz, einen Wohnmobilstellplatz und eine Jugendherberge. Im ehemaligen Versammlungshaus der Remonstranten ist eine Privatklinik für plastische Chirurgie untergebracht.
Weder der industrielle Sektor noch die Landwirtschaft zeigen nennenswerte Aktivitäten. Schon 1987 existierten nur noch zwei milchverarbeitende Betriebe im Stadtgebiet, die Landwirtschaft befindet sich in den anderen Gemeinden des Amts Friedrichstadt.

### Verkehr

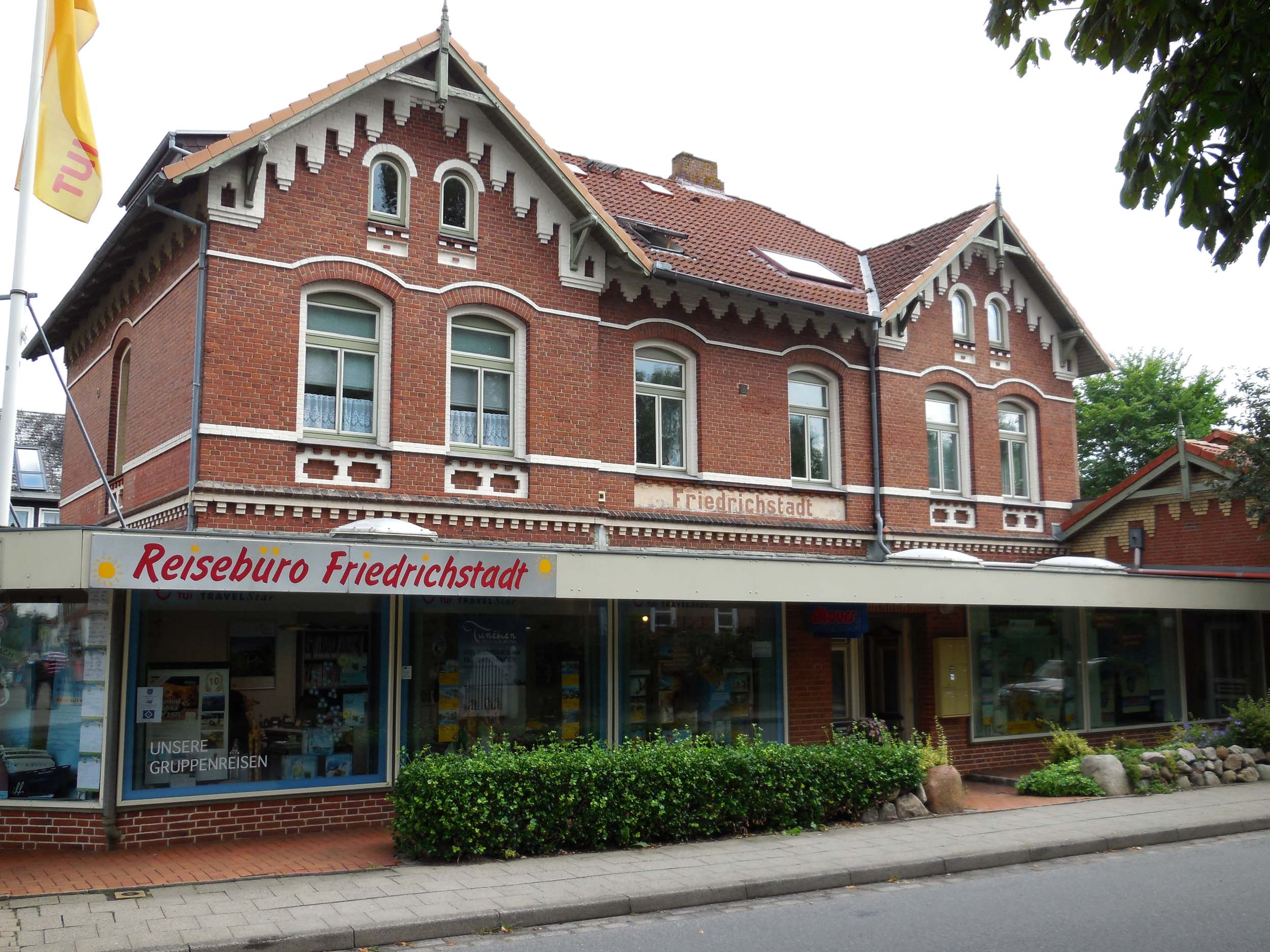
Empfangsgebäude des ehemaligen Bahnhofs Friedrichstadt der Schleswiger Kreisbahn

Lange war Friedrichstadt am besten über das Wasser erreichbar. Auch heute noch ist von der Nordsee über die Eider und von der Ostsee über Nord-Ostsee-Kanal und Eider an die Häfen an Eider und Treene zu gelangen.
Seit 1854 konnte man in „Büttel“ (heute in Koldenbüttel) an der Eiderstedtquerbahn, ab 1887 auch stadtnah über die Marschbahn nach Hamburg, ins dänische Tønder und ab 1927 auch nach Westerland mit der Bahn fahren. Ab 1905 gab es eine Bahnverbindung nach Schleswig, als die Schleswiger Kreisbahn am 1. Dezember dieses Jahres vom Staatsbahnhof Schleswig eine 37 km lange Bahnstrecke über Wohlde und Süderstapel bis Friedrichstadt eröffnete und an der Ecke Brückenstraße und Am Ostersielzug einen innerstädtischen Bahnhof mit Empfangsgebäude errichtete. Da ein geeignetes Brückenbauwerk fehlte, wurde von dort keine Verbindung zur Marschbahn hergestellt. Am 1. Februar 1934 wurde jedoch der Personenverkehr von und nach Schleswig wieder eingestellt, 1942/43 zudem die Gleise der Kreisbahn von Friedrichstadt bis Wohlde wieder abgebaut, nachdem dort der Güterverkehr zum Erliegen gekommen war.
Am heute als Haltepunkt klassifizierten Bahnhof Friedrichstadt halten Regionalzüge der Nord-Ostsee-Bahn während der Tagesstunden überwiegend im Stundentakt (Stand 2016).
Die Bundesstraßen 5 und 202 schließen den Ort an das deutsche Autobahnnetz an. Die B 5 führt zur 25 Kilometer südlichen A 23 in Heide, die B 202 zur 40 Kilometer östlichen A 7 in Rendsburg. Bei Friedrichstadt führt seit 1916 eine Brücke über die Eider, die die vorher 300 Jahre lang bestehende Fährverbindung ablöste.
Brücken

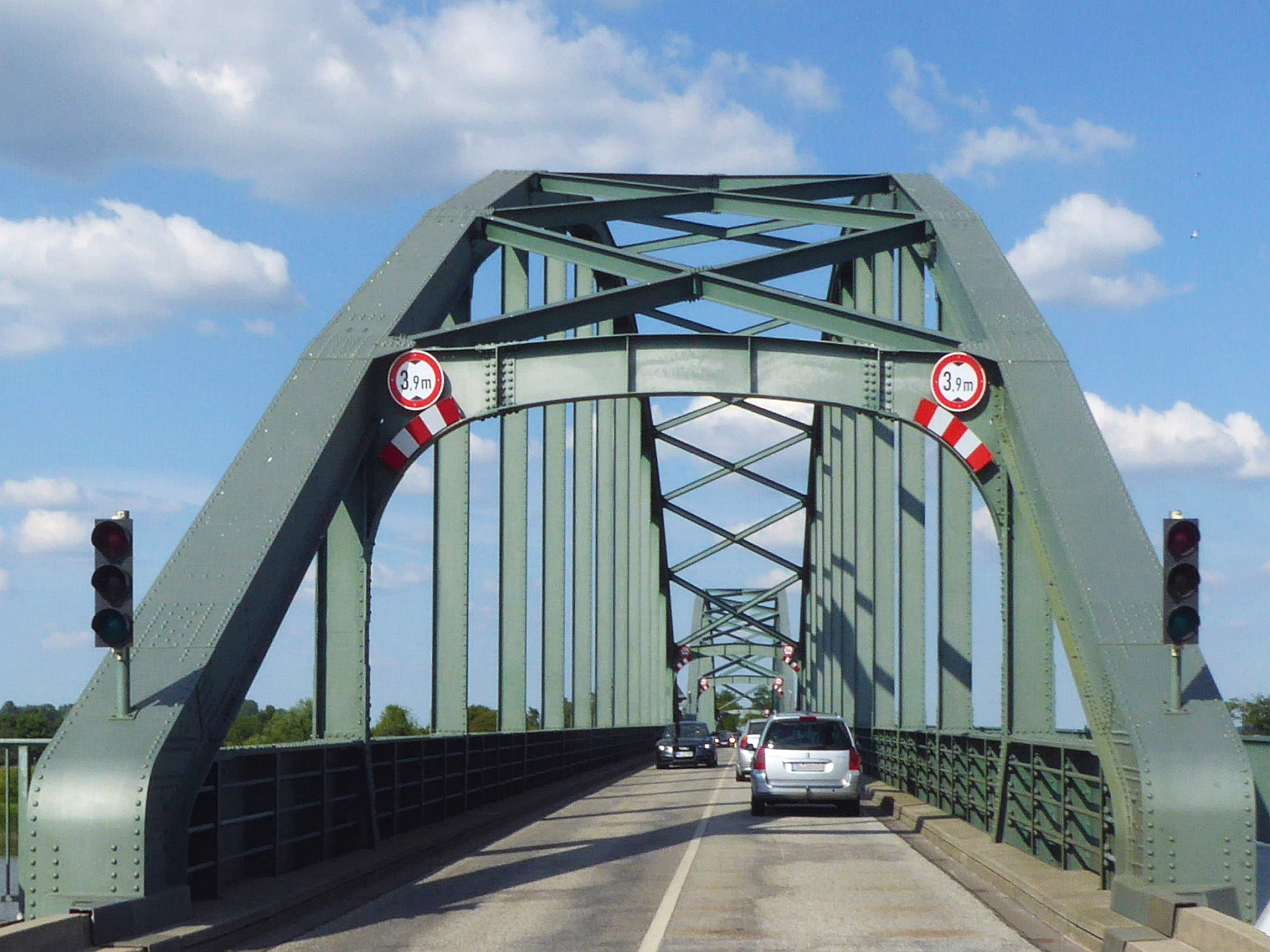
Denkmalgeschützte Eider-Brücke (Doppelbogenbrücke von 1916) zwischen Friedrichstadt und Sankt Annen

Insgesamt zählt die Stadt 18 Brücken über die Flüsse und Kanäle. Am Marktplatz befindet sich die Große Brücke als markanteste der innerstädtischen Brücken, ein beliebtes Motiv des sogenannten „Malerwinkels“ in der Stadtmitte. Diese Natursteinbrücke aus Granit wurde vermutlich 1773 errichtet mit einstreifiger Fahrbahn und zwei schmalen Gehwegen. Bei einer Sanierung 1980/1981 wurden das Stirn- und Flügelmauerwerk abgetragen, die Steine nummeriert, die inneren tragenden Teile mit Beton und Stahlbeton verstärkt und die Flügel- und Stirnsteine wieder in der alten Form aufgebaut.
Über den Mittelburggraben führen drei weitere Fußgängerbrücken aus Holz, deren jüngste ist die Blaue Brücke, eine Zugbrücke über den Westersielzug. Da die nächste Brücke nicht geöffnet werden kann, ist ihre Öffnungs-Funktion für die Schifffahrt mittlerweile ohne Bedeutung. Über den Fürstenburggraben führt die Fürstenburggrabenbrücke, eine Straßenbrücke aus Ziegeln.
Verkehrstechnisch wichtig sind die Treenebrücke der Bundesstraße 202 aus Spannbeton, die Friedrichstadt im weiteren Verlauf an die B 5 anbindet, sowie die Eiderbrücke nach Dithmarschen von 1916 aus Stahl, eine der ältesten Eiderbrücken überhaupt, die die L 156 an die B 202 anbindet. Die zwei großen Bögen sind in der flachen Landschaft weithin sichtbar.

Südlich außerhalb des Stadtgebiets befindet sich in der Linienführung der Marschbahn die insgesamt 415 Meter lange Eiderbrücke von 1887. Der Abschnitt, der den eigentlichen Flusslauf der Eider überspannt, ist als Drehbrücke mit 87 Metern Spannweite ausgeführt.

## Öffentliche Einrichtungen
In Friedrichstadt befinden sich drei Schulen:
- eine Grundschule mit Förderzentrum (Schule an der Treene); von 1971 bis 1985 Lehrtätigkeit durch Otto Beckmann
- eine Gemeinschaftsschule (als Außenstelle der Eider-Treene-Schule in Tönning)
- eine bis zur sechsten Klasse gehende dänische Grundschule des Dänischen Schulvereins (Hans Helgesen Skolen)

Zum Besuch eines Gymnasiums begeben sich die Schüler in der Regel nach Husum. Den dänischen Schülern steht eine dänische Gemeinschaftsschule in Husum und ein dänisches Gymnasium in Schleswig zur Verfügung.

## Persönlichkeiten

### Ehrenbürger
- Constantin von Zedlitz-Neukirch (1813–1889), Polizeipräsident von Berlin (1856–1861), Regierungspräsident von Schleswig (1867–1868), Ehrenbürger seit 1868
- Detlev von Bülow zu Bossee, 1907–1914 Oberpräsident der preußischen Provinz Schleswig-Holstein, ließ die Eiderbrücke in Friedrichstadt errichten, Ehrenbürger seit 1916
- Karl Christiansen, Ehrenbürger seit 1994.
- Elske Laman Trip, Pastorin der remonstrantisch-reformierten Gemeinde, Ehrenbürgerin seit 2005.
- Karl Wilhelm Michelson (1921–2012), ehrenamtlicher Stadtchronist und maßgeblich am Aufbau des Friedrichstädter Stadtarchivs beteiligt, wurde 2011 von der Stadtverordnetenversammlung zum fünften Ehrenbürger ernannt.

### Söhne und Töchter der Stadt
- Benjamin Calau (1724–1785), bildender Künstler
- Nikolaj Peters (1766–1825), dänischer Tier-, Stillleben-Maler und Radierer
- Nikolaus Peters (1795–1875), Porträtmaler und Lehrer
- Eduard Alberti (1827–1898), Literaturhistoriker
- Wilhelm Mannhardt (1831–1880), Volkskundler, Mythologe und Bibliothekar
- Peter Eggers (1845–1921), Unternehmer
- Ernst Hoenisch (1875–1951), Fotograf
- Bruno Schütt (1876–1956), Pädagoge und Botaniker
- Hans Holtorf (1899–1984), Künstler
- Norbert Masur (1901–1971), Unterhändler des Jüdischen Weltkongresses
- Wilhelm Thomsen (1901–1974), Orthopäde

### Mit Friedrichstadt verbunden
- Jürgen Ovens (* 1623 in Tönning; † 1678 in Friedrichstadt), Rembrandt-Schüler und Hofmaler der Herzöge von Schleswig-Holstein-Gottorf, lebte hier und liegt in der St. Christophorus-Kirche begraben.
- Ludwig Philipp I. (* 1773 in Paris; † 1850 in Claremont House), lebte 1796 auf der Flucht vor der Französischen Revolution einige Monate im Ort und arbeitete unter einem Decknamen als Hauslehrer.
- Christian Feddersen (* 1786 in Wester-Schnatebüll; † 1874 in Friedrichstadt), evangelischer Pastor und Begründer der „friesischen Bewegung“.
- Johann Christoph Biernatzki (* 1795 in Elmshorn; † 1840 in Friedrichstadt), evangelisch-lutherischer Pastor und Schriftsteller, von 1825 bis 1840 Pastor an der St.-Christophorus-Kirche
- Karl Christian Tadey (* 1802 in Schleswig; † 1841 in Friedrichstadt), evangelisch-lutherischer Pastor und Pädagoge, von 1827 bis 1841 Rektor der Stadtschule, 1841 Pastor an der St.-Christophorus-Kirche.
- Johannes Mensinga (* 1809 in Utrecht; † 1898 in Flensburg), Pastor und Architekt, erbaute 1852–1854 die neue Remonstrantenkirche in Friedrichstadt.